# Preußisch Oldendorf

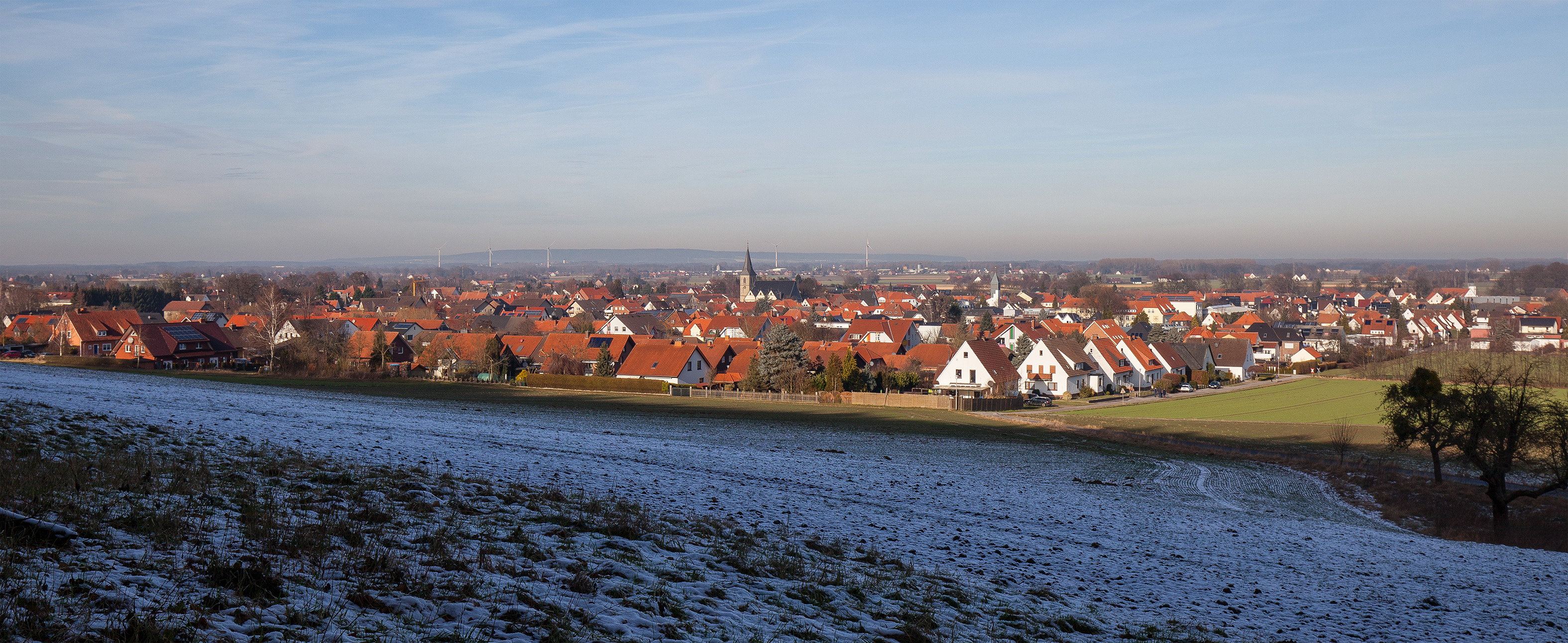
Preußisch Oldendorf (Ansicht von Südwesten)

Preußisch Oldendorf [ˈprɔɪ̯sɪʃ ˈɔldn̩dɔʁf]  (niederdeutsch: Oldenduorp, Aulendöppe) ist eine Stadt im Nordosten von Nordrhein-Westfalen in der Region Ostwestfalen-Lippe. Mit rund 12.500 Einwohnern ist Preußisch Oldendorf die kleinste Kommune im ostwestfälischen Kreis Minden-Lübbecke im Regierungsbezirk Detmold. Oldendorf, so der historische Name, wurde erstmals im 10. Jahrhundert schriftlich erwähnt und 1719 zur Stadt erhoben. Der heutige territoriale Zuschnitt der Stadt geht auf die 1973 durchgeführte Gebietsreform zurück.

## Geografie

### Geografische Lage

Topographie des Stadtgebietes

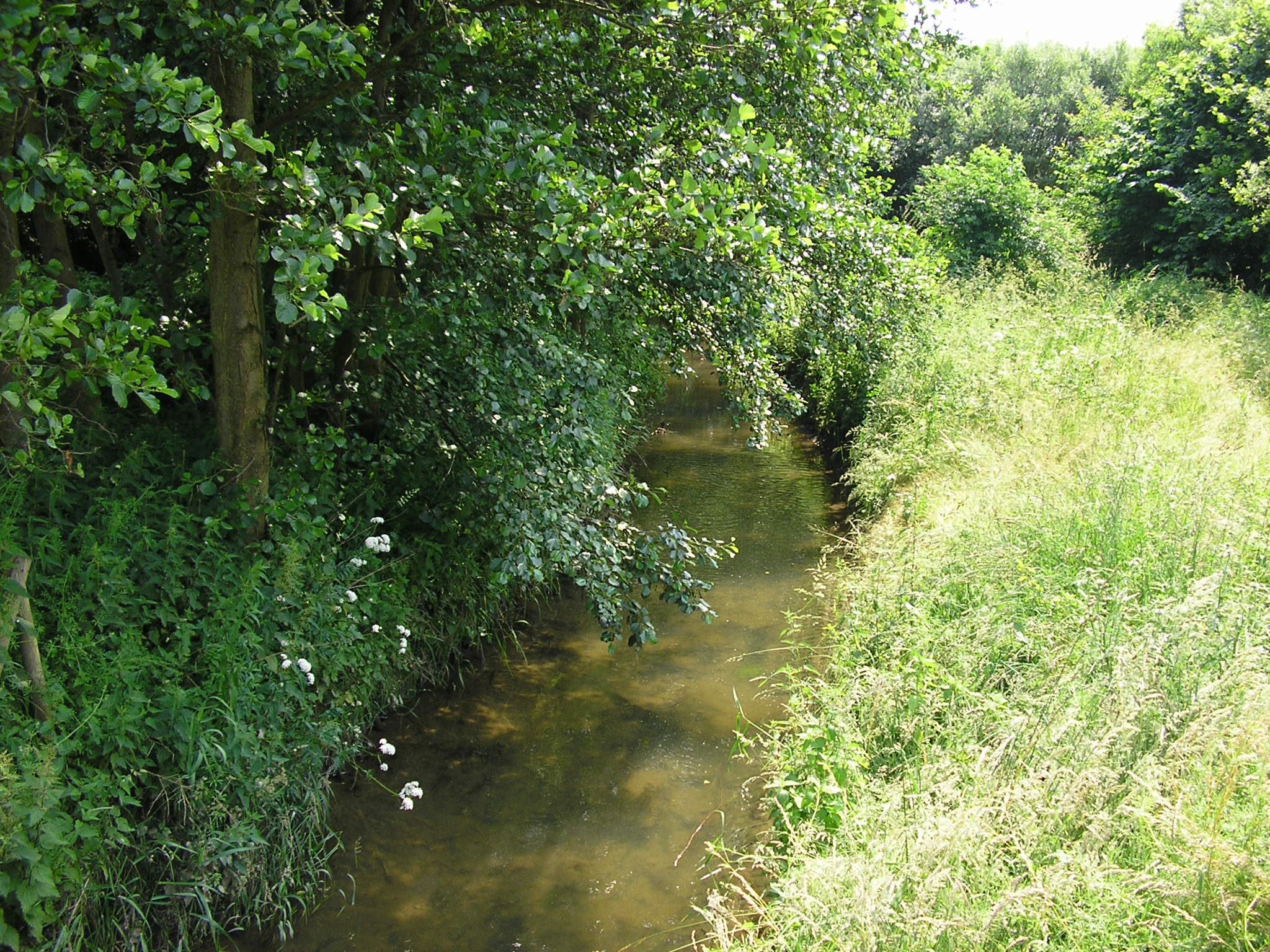
Die Große Aue bei Preußisch Oldendorf

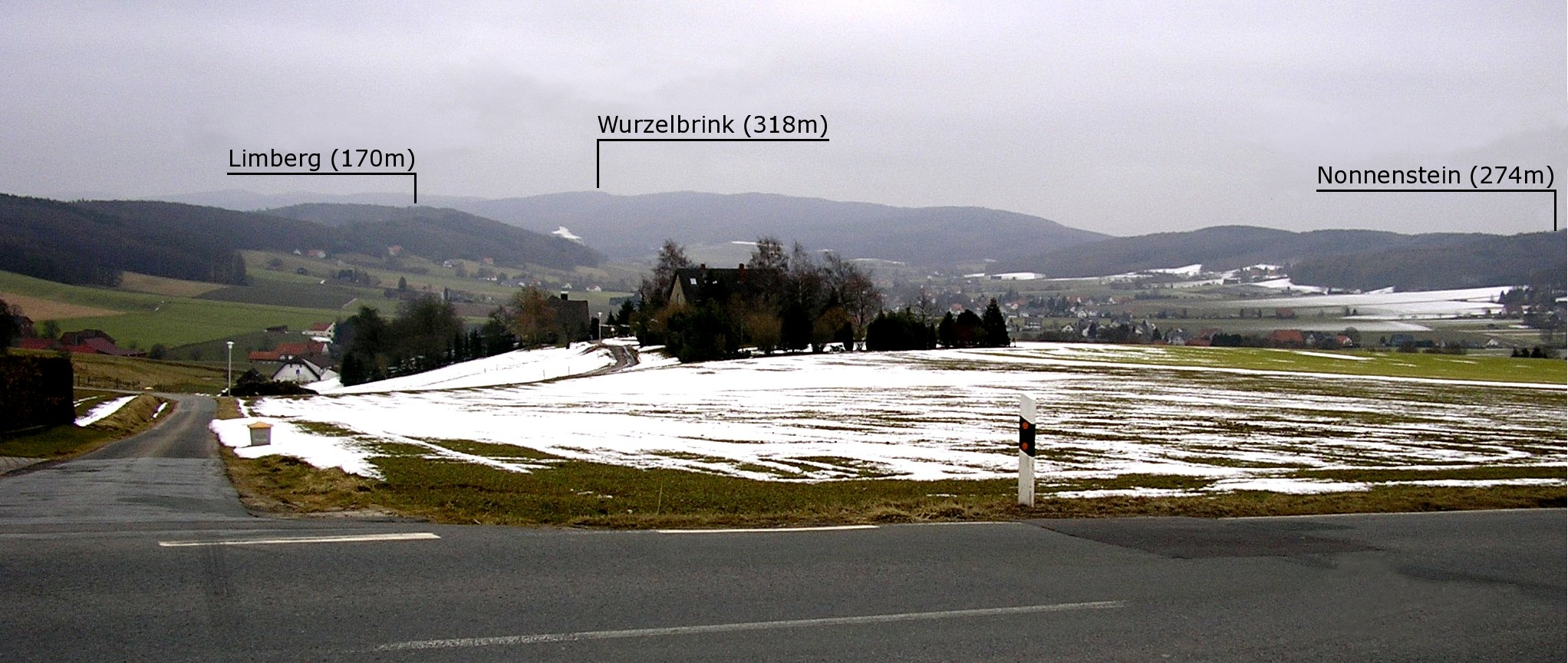
Blick ins Eggetal Richtung Osten

Preußisch Oldendorf liegt im Nordosten des deutschen Landes Nordrhein-Westfalen und im Nordosten Ostwestfalen-Lippes an der Grenze zu Niedersachsen. Das Stadtgebiet wird im Süden durch den Kamm des Wiehengebirges begrenzt. Im Südwesten bilden das Wiehengebirge und die Egge das Eggetal, in dem der Stadtteil Börninghausen liegt. Die höchsten Gipfel in den Mittelgebirgsregionen der Stadt, die rund ein Drittel der Fläche der Kommune einnehmen, sind von West nach Ost sortiert der Limberg (190 m), der Maschberg (190 m), der Glösinghauser Berg (289 m) und das Alte Verbrenn (291 m). Nördlich davon beginnt die weitestgehend flache Norddeutsche Tiefebene, in der rund zwei Drittel des Stadtgebietes auf einer Höhe von rund 50 m liegen. Naturräumlich lässt sich die Tiefebene im Norden des Stadtgebietes in das direkt nördlich des Wiehengebirges gelegene Lübbecker Lößland und die im äußersten Norden bis an das Stadtgebiet heranreichende Rahden-Diepenauer Geest gliedern.
Von Süden fließt in das Stadtgebiet durch ein Durchbruchstal im Wiehengebirge die noch junge Große Aue ein. Sie durchfließt das Stadtgebiet von Süd nach Nord und nimmt dabei einige Nebenflüsse auf, von denen der Börninghauser Mühlenbach und die rechtsseitig zufließende Flöthe die größten Zuflüsse im Stadtgebiet sind. Am Balkenkamp bzw. Oldendorfer Schweiz entspringt der Große Dieckfluss, der zunächst westlich der Großen Aue nach Norden fließt, dann teilweise die nördliche Grenze der Stadt bildet und westlich an Levern vorbei nach Rahden in die Große Aue mündet. Große Aue und Großer Dieckfluss unterqueren beide den Mittellandkanal, der das nördliche Stadtgebiet westöstlich durchzieht.

### Nachbargemeinden
Die Stadt Preußisch Oldendorf grenzt im Norden an die Gemeinde Stemwede und die Stadt Espelkamp, im Osten an die Stadt Lübbecke, im Süden an die Gemeinde Hüllhorst und an die Gemeinde Rödinghausen im Kreis Herford und im Westen an die niedersächsischen Gemeinden Melle und Bad Essen im Landkreis Osnabrück.

### Ausdehnung und Nutzung des Stadtgebietes
Das Stadtgebiet hat eine Fläche von 68,75470 km². Die maximale Süd-Nord-Ausdehnung beträgt dabei etwa 11 km, die maximale Ost-West-Ausdehnung rund 10 km. Der höchste Punkt der Gemeinde ist das Alte Verbrenn im Südosten des Stadtgebiets mit 291,1 m. Der tiefste Punkt liegt im Nordwesten der Stadt im Tal des Großen Dieckflusses mit 45,8 m, wobei die gesamte Nordgrenze der Stadt an keiner Stelle die Marke von 50 Meter überschreitet.
Das Gebiet der Stadt wird überwiegend landwirtschaftlich genutzt und ist dementsprechend ländlich geprägt. Im Wesentlichen sind nur das Wiehengebirge und die Egge bewaldet. Das Hollwinkeler Holz ist das einzige kleinere Waldgebiet in der Tiefebene. Da das Wiehengebirge und Egge hier eine relativ breite Stelle des Wiehengebirges darstellen, ist der Waldanteil mit knapp 20 Prozent der Gesamtfläche relativ hoch im Vergleich zu den benachbarten Kommunen. Eine Übersicht über die Flächennutzung gibt folgende Tabelle:
| Fläche nach Nutzungsart | Landwirt- schaftsfläche | Wald- fläche | Siedlungs- und Verkehrsfläche | Wasser- fläche | sonstige Nutzung |
| ----------------------- | ----------------------- | ------------ | ----------------------------- | -------------- | ---------------- |
| Fläche in ha            | 4335                    | 1343         | 995                           | 183            | 3                |
| Anteil an Gesamtfläche  | 63,3 %                  | 19,5 %       | 14,5 %                        | 2,7 %          | - %              |

Quelle: LDS

### Stadtgliederung

Stadtteile Preußisch Oldendorfs

Nach § 3 Abs. 1 ihrer Hauptsatzung gliedert sich die Stadt Preußisch Oldendorf in folgende zehn Stadtteile (in Klammern Einwohnerzahlen am 1. Januar 2007):
| - Bad Holzhausen (3514) - Börninghausen (2184) - Engershausen (843) - Getmold (802) - Harlinghausen (1264) | - Hedem (747) - Lashorst (282) - Offelten (488) - Preußisch Oldendorf (3360) - Schröttinghausen (378) |

Für viele Dinge ist die Stadt aufgrund geografischer Gegebenheiten auch für das niedersächsische Dorf Büscherheide zuständig, z. B. Wasserversorgung, Müllabfuhr, Abwasser, Schule, Feuerschutz, Kirche usw. Ein formaler Anschluss Büscherheides an Preußisch Oldendorf wurde in den 1970er und 1980er Jahren von den dortigen Einwohnern angestrebt.

### Klima

Niederschlagsverteilung im benachbarten Lübbecke

Das Klima in Preußisch Oldendorf wird durch die Lage im ozeanisch-kontinentalen Übergangsbereich Mitteleuropas und durch seine Lage in der Norddeutschen Tiefebene bestimmt. Das Gebiet liegt überwiegend im Bereich des subatlantischen Seeklimas, weist aber temporäre kontinentale Einflüsse auf. Die Winter sind unter atlantischem Einfluss meist mild, die Sommer mäßig-warm, die Niederschläge relativ gleichmäßig verteilt. Die Jahresmitteltemperatur liegt bei etwa 9 °C, wobei die Höhenlage diese beeinflusst. Die Höhenlagen des Wiehengebirges insbesondere Bereiche des Eggetals sind rund 0,5 °C kühler. Das nördliche Stadtgebiet ist noch etwas wärmer. Die Niederschläge sind maßgeblich durch die Lage an der Leeseite am Wiehengebirge beeinflusst. Der Teutoburger Wald und das Wiehengebirge schirmen das Stadtgebiet gegen die vom Atlantik kommenden, feuchten Wetterfronten aus Vorzugswindrichtung Süd-West ab. Obwohl Richtung Nordsee keine merkliche geografische Barriere mehr vorhanden und die Distanz zum Meer auch relativ gering ist, ist die vorherrschende Windrichtung dennoch so dominant, dass das Gebiet nördlich des Wiehengebirges zu den niederschlagärmsten Gegenden Ostwestfalen-Lippes zählt. Die mittlere Jahresniederschlagsmenge liegt zwischen 650 und 700 mm. Einzig die Höhenlage im Wiehengebirge insbesondere die Dörfer im Eggetal sind durch ausgeprägten Steigungsregen niederschlagsreicher. Hier weicht die Jahresniederschlagsmenge um bis zu 100 mm nach oben ab. Für konkrete monatliche Werte wird insbesondere auf das in vergleichbarer naturräumlicher Lage liegende und benachbarte Rahden und Lübbecke verwiesen.

## Geschichte

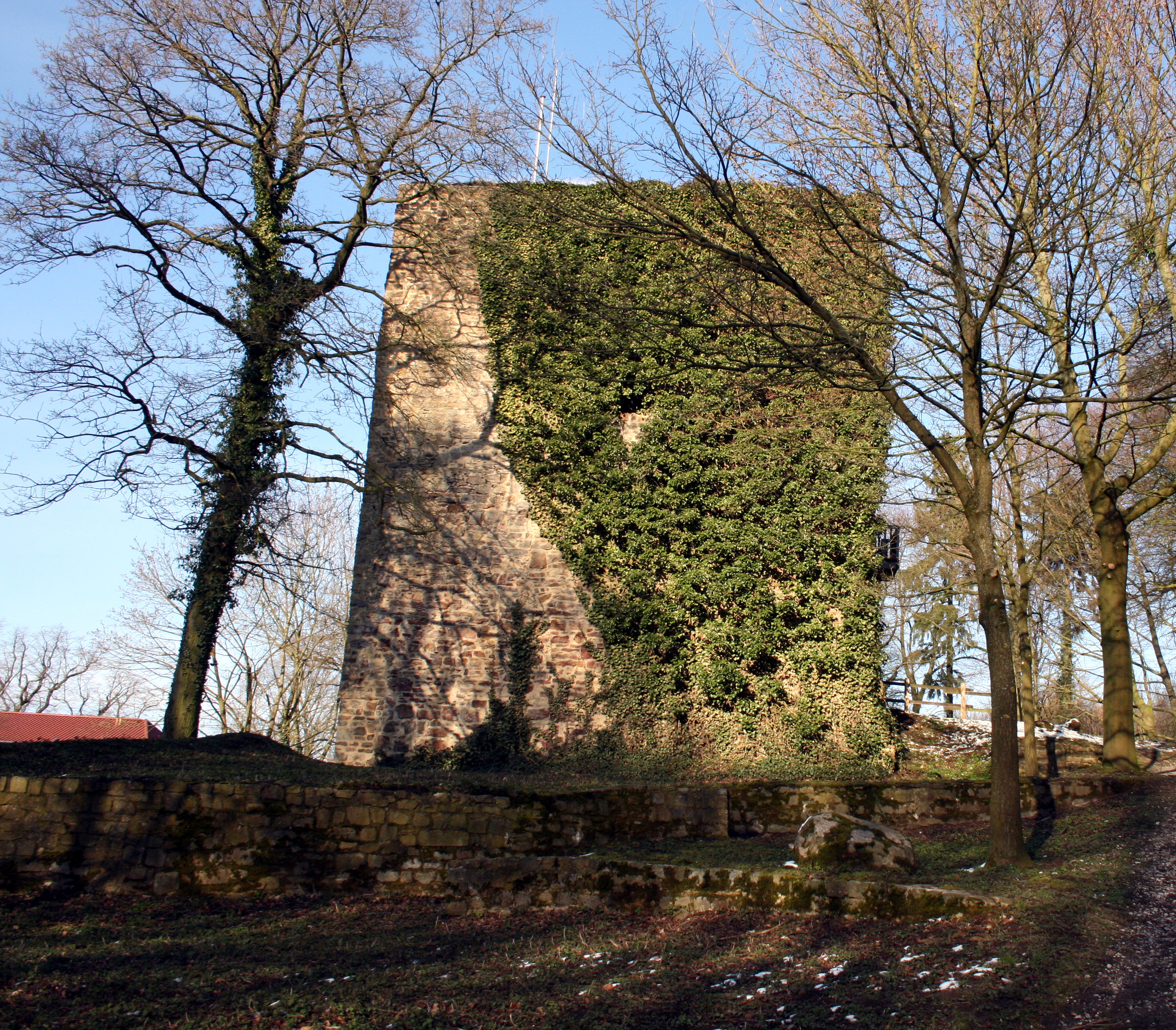
Die Ruine auf dem Limberg

Das Gebiet im fruchtbaren Lübbecker Lößland gehört zum Altsiedelland. Vorgeschichtliche Funde beispielsweise in Hedem deuten auf bäuerliche Siedlungen ab dem 3. Jahrhundert bis zum 4./5. Jahrhundert nach Chr. hin. Die Stadt Preußisch Oldendorf entwickelte sich nicht zufällig an ihrer heutigen Stelle. Die Lage der Stadt ist maßgeblich mit der verkehrsgünstigen Lage an einer frühmittelalterlichen Heer- und Handelsstraße, der heutigen B 65, nördlich des Wiehengebirges von Minden nach Osnabrück bzw. Bramsche zu begründen. Die südlichen Stadtteile liegen außerdem an einem Übergang durch das Wiehengebirge, durch die früh Wege zur Reichsstadt Herford und weiter nach Bielefeld oder Detmold führten. Die Anfänge der Stadt gehen auf das 10. Jahrhundert zurück. In einer undatierten Traditionsnotiz des Mindener Bischofs Milo von Minden (Amtszeit von 969 bis 996, siehe auch Liste der Bischöfe von Minden) wird die ecclesiam in Aldenthorp (Pfarrkirche in Oldendorf) erwähnt.
Der Bischof von Minden war der größte Grundherr in Oldendorf. Im 14. Jahrhundert erwarben die Grafen zu Ravensberg die Burg Limberg endgültig vom Hochstift Minden. Große Teile des Gebietes der heutigen Stadt gehörten seitdem zur Grafschaft Ravensberg. 1535 wird zum ersten Mal das Amt Limberg erwähnt, das als eines der vier ravensbergischen Ämter große Teile des heutigen Stadtgebietes aber auch südlichere Gebiete wie Rödinghausen umfasste. Das Amt Limberg blieb bis zum Ende der Grafschaft erhalten, jedoch wechselte der Amtssitz abwechselnd vom Limberg nach Oldendorf, Bünde und Börninghausen. Mit der Grafschaft Ravensberg fiel das Amt Limberg 1648 an Brandenburg-Preußen. Oldendorf war Sitz einer der beiden Vogteien des Amtes Limberg.
Um 1570 wurde Oldendorf als Flecken bezeichnet. Um 1701 galt der Ort als „freyen priviligierten Wigbold“. Am 17. April 1719 wurde der Ort von König Friedrich Wilhelm I. zur Stadt erhoben. Ab 1719 wurde durch die junge Stadt die Akzise eingeführt. Die Magistratsverfassung mit einem Bürgermeister und zwei Senatoren wurde 1743 eingeführt. 1783 hatte Oldendorf bereits 41 Gewerbetreibende als Handwerker und Kaufleute, die von ihren Besitzungen aus nebenher Landwirtschaft betrieben. Wie überall in Minden-Ravensberg erschlossen sich die Bürger mit der Verarbeitung von Flachs zu Leinen in protoindustrialistischer Heimarbeit eine neue Einnahmequelle. Gefördert wurde dieses Gewerbe durch den Staat Preußen im Sinne des Merkantilismus. Bereits 1669 richtet der Große Kurfürst eine Leinenlegge für Löwentleinen – Weißgarnleinwand oder Löwentlinnen – in Oldendorf ein. Das Aufkommen mechanischer Webstühle und die zunehmende Konzentration der Textilindustrie auf die großen Zentren, z. B. Bielefeld (vgl. Ravensberger Spinnerei), führte ab Mitte des 19. Jahrhunderts zum Niedergang der Textilindustrie in Oldendorf. In dieser Zeit litten die Menschen große Not und viele Bürger Oldendorfs waren gezwungen auszuwandern, einige davon bis nach Nordamerika.
Von 1807 bis 1813 war das Gebiet de facto französisch. Von 1807 bis 1810 gehörte die Stadt zum napoleonischen Satellitenstaat Königreich Westphalen und war in dieser Zeit Sitz des
Kantons Oldendorf im Departement der Weser. Sie besaß damals 90 Hausstätten und 477 Einwohner. Von 1811 bis 1813 gehörte Oldendorf unmittelbar zu Frankreich und war dort Sitz der Mairie (Bürgermeisterei) Oldendorf im Arrondissement Minden des Departements der Oberen Ems.
Nach dem Ende der napoleonischen Herrschaft wurde die Stadt Oldendorf 1813 wieder preußisch. Sie kam 1815 zur Provinz Westfalen und 1816 im Regierungsbezirk Minden zum Kreis Rahden, aus dem 1832 der Kreis Lübbecke wurde. Bei der Einführung der westfälischen Landgemeinde-Ordnung von 1841 wurde 1843 das Amt Oldendorf gebildet. Es hatte den Umfang der napoleonischen Mairie von 1811 und umfasste neben der Stadt Oldendorf die Landgemeinden Getmold, Engershausen, Harlinghausen, Offelten und Schröttinghausen.
1840 wurde die Zeche „Amalia“ gegründet, um Steinkohle und bald auch Eisenstein zu fördern. Die Eigentümer und Betriebsführer wechselten häufig, und 1875 bekam die Zeche den neuen Namen „Rudolph“. 1921 wurden die Bergbauaktivitäten eingestellt.
Die Stadt Oldendorf hatte bereits im 14. und 15. Jahrhundert den amtlichen Namen „Oldendorf unter dem Limberge“. zur Unterscheidung von gleichnamigen Orten geführt. Seit der Mitte des 19. Jahrhunderts führte die Stadt zur Unterscheidung von Hessisch Oldendorf den amtlichen Namen Preußisch Oldendorf.
Ab etwa 1860 entwickelte sich das nahe Ravensberger Land und besonders das nahe Bünde zu einem Zentrum der europäischen Tabakindustrie. Die Bewohner Oldendorfs begannen mit der Fertigung von Zigarren in Heimarbeit und Stätten. Am 1. Oktober 1899 erhielt Preußisch Oldendorf im benachbarten Holzhausen-Heddinghausen Anschluss an den Eisenbahnverkehr, als die Bahnstrecke Bünde–Bassum in Betrieb genommen wurde. Knapp ein Jahr später am 9. August 1900 kam bereits die Strecke der Wittlager Kreisbahn von Holzhausen-Heddinghausen über Preußisch Oldendorf und Bad Essen nach Bohmte Ost mit Anschluss an die Hauptbahn Münster (Westf.)–Osnabrück–Bremen (KBS 385) hinzu.
1906 wurde das Rathaus gebaut. 1910 begann im heutigen Stadtgebiet der Bau des Mittellandkanals und im Dezember 1914 wurde dieses Teilstück eingewässert. Bereits am 2. Weihnachtstag des Jahres 1915 brach der Damm bei Hedem und überschwemmte große Teile des nördlichen Stadtgebiets, das tiefer als der Kanal liegt. Dabei wurden Teile des Viehbestandes getötet. Nach dem Zweiten Weltkrieg wurde durch automatische Wickelmaschinen, die Handarbeit in der Tabakindustrie weitgehend verdrängt und ihr Niedergang durch ausländische und technologisierte Konkurrenz beschleunigt. Ein Ausgleich entwickelte sich in Form der Möbelindustrie, der Margarineherstellung und der Ziegelei, die bereits zur Jahrhundertwende im Gebiet der heutigen Stadt entstanden. 1958 wurde das Freibad ausgebaut.
Am 1. Januar 1973 wurden im Zuge der Neugliederung durch das Bielefeld-Gesetz die Ämter Preußisch Oldendorf sowie Alswede aufgelöst und die neue Stadt Preußisch Oldendorf mit zehn Stadtteilen gebildet. Gleichzeitig wurde die Stadt Oldendorf Teil des neugebildeten Kreises Minden-Lübbecke. 1974 wurde Oldendorf Luftkurort, 1981 auch der Ortsteil Holzhausen und 1993 auch Börninghausen. Seit Dezember 2007 ist der Ortsteil Holzhausen ein staatlich anerkanntes Heilbad und führt seitdem den Namenszusatz „Bad“. 1998 endete die militärische Nutzung des ab 1939 als Lufttanklager 2/VI errichteten Treibstoffdepots, das auch teilweise in Niedersachsen lag. Im zuletzt von der Bundeswehr betriebenen Korpsdepot 155 war zuletzt u. a. das Material für das Feldersatzbataillon 130 und das Jägerbataillon 76 eingelagert.

### Gebietsneugliederung 1973

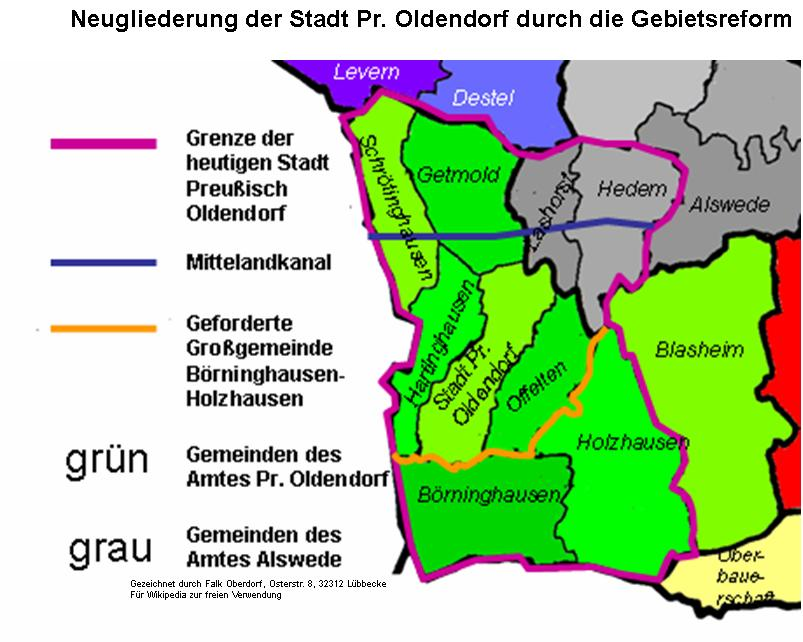
Die Stadt Pr. Oldendorf entspricht in großen Teilen dem ehemaligen Amt Pr. Oldendorf

Die heutige Stadt wurde am 1. Januar 1973 im Rahmen der Gebietsreform im Zuge des Bielefeld-Gesetzes geschaffen. Aus dem aufgelösten Amt Preußisch Oldendorf kam die einwohnerstärkste Gemeinde Blasheim zur Stadt Lübbecke. Alle übrigen Gemeinden bildeten mit den Gemeinden Hedem und Lashorst des aufgelösten Amtes Alswede die neue Stadt Preußisch Oldendorf. Ursprünglich war gedacht, wie in Lübbecke den Mittellandkanal zur Nordgrenze der neuen Stadt Preußisch Oldendorf zu machen und die nördlich davon gelegenen Gebiete den neuen Gemeinden Stemwede bzw. Espelkamp anzugliedern. Dies wurde jedoch von den betroffenen Gemeinden Getmold und Schröttinghausen heftigst bekämpft, die, wenn sie schon die Selbstständigkeit aufgeben sollten, wenigstens geschlossen eingemeindet zu werden wünschten. Von den Süd-Gemeinden wurde lange Zeit die Bildung einer Großgemeinde Börninghausen-Holzhausen gefordert, zu der es aber nicht kam. Als Ergebnis lässt sich konstatieren, dass alle betroffenen Gemeinden in der Stadt Preußisch Oldendorf aufgingen. Diese ehemals selbstständigen Kommunen bilden die heutigen zehn Stadtteile.

### Einwohnerentwicklung
(Preußisch) Oldendorf nach dem jeweiligen Gebietsstand bis 1972
| Jahr           | Einw. | Quelle |
| -------------- | ----- | ------ |
| 1722           | 389   | [ 14 ] |
| 1787           | 477   | [ 14 ] |
| 1818           | 609   | [ 15 ] |
| 1843 (3. Dez.) | 770   | [ 16 ] |
| 1864 (3. Dez.) | 843   | [ 17 ] |
| 1885 (1. Dez.) | 858   | [ 18 ] |
| 1910 (1. Dez.) | 1.276 | [ 19 ] |

| Jahr            | Einw. | Quelle |
| --------------- | ----- | ------ |
| 1925 (16. Juni) | 1.392 | [ 20 ] |
| 1933 (16. Juni) | 1.610 | [ 20 ] |
| 1939 (17. Mai)  | 1.628 | [ 20 ] |
| 1950 (13. Sep.) | 2.715 | [ 21 ] |
| 1961 (6. Jun.)  | 2.319 | [ 21 ] |
| 1970 (27. Mai)  | 2.236 | [ 21 ] |
| 1972 (31. Dez.) | 2.327 | [ 22 ] |

Preußisch Oldendorf nach dem heutigen Gebietsstand
| Jahr            | Einw.  | Quelle |
| --------------- | ------ | ------ |
| 1885 (1. Dez.)  | 8.513  | [ 18 ] |
| 1925 (16. Juni) | 9.101  | [ 20 ] |
| 1933 (16. Juni) | 9.573  | [ 20 ] |
| 1939 (17. Mai)  | 9.538  | [ 20 ] |
| 1961 (6. Juni)  | 10.540 | [ 21 ] |
| 1970 (27. Mai)  | 10.631 | [ 21 ] |
| 1972 (31. Dez.) | 10.645 | [ 22 ] |
| 1974 (30. Juni) | 10.618 | [ 22 ] |
| 1975 (31. Dez.) | 10.411 | [ 23 ] |
| 1980 (31. Dez.) | 9.977  | [ 23 ] |
| 1985 (31. Dez.) | 9.873  | [ 23 ] |
| 1987 (25. Mai)  | 10.373 | [ 24 ] |

| Jahr            | Einw.  | Quelle |
| --------------- | ------ | ------ |
| 1990 (31. Dez.) | 10.974 | [ 23 ] |
| 1995 (31. Dez.) | 12.500 | [ 23 ] |
| 2000 (31. Dez.) | 13.283 | [ 23 ] |
| 2001 (31. Dez.) | 13.417 | [ 23 ] |
| 2002 (31. Dez.) | 13.536 | [ 23 ] |
| 2003 (31. Dez.) | 13.484 | [ 23 ] |
| 2004 (31. Dez.) | 13.476 | [ 23 ] |
| 2005 (31. Dez.) | 13.393 | [ 23 ] |
| 2007 (31. Dez.) | 13.203 | [ 23 ] |
| 2012 (31. Dez.) | 12.593 | [ 23 ] |
| 2018 (31. Dez.) | 12.289 | [ 23 ] |
| 2023 (31. Dez.) | 12.536 | [ 23 ] |

### Religionen

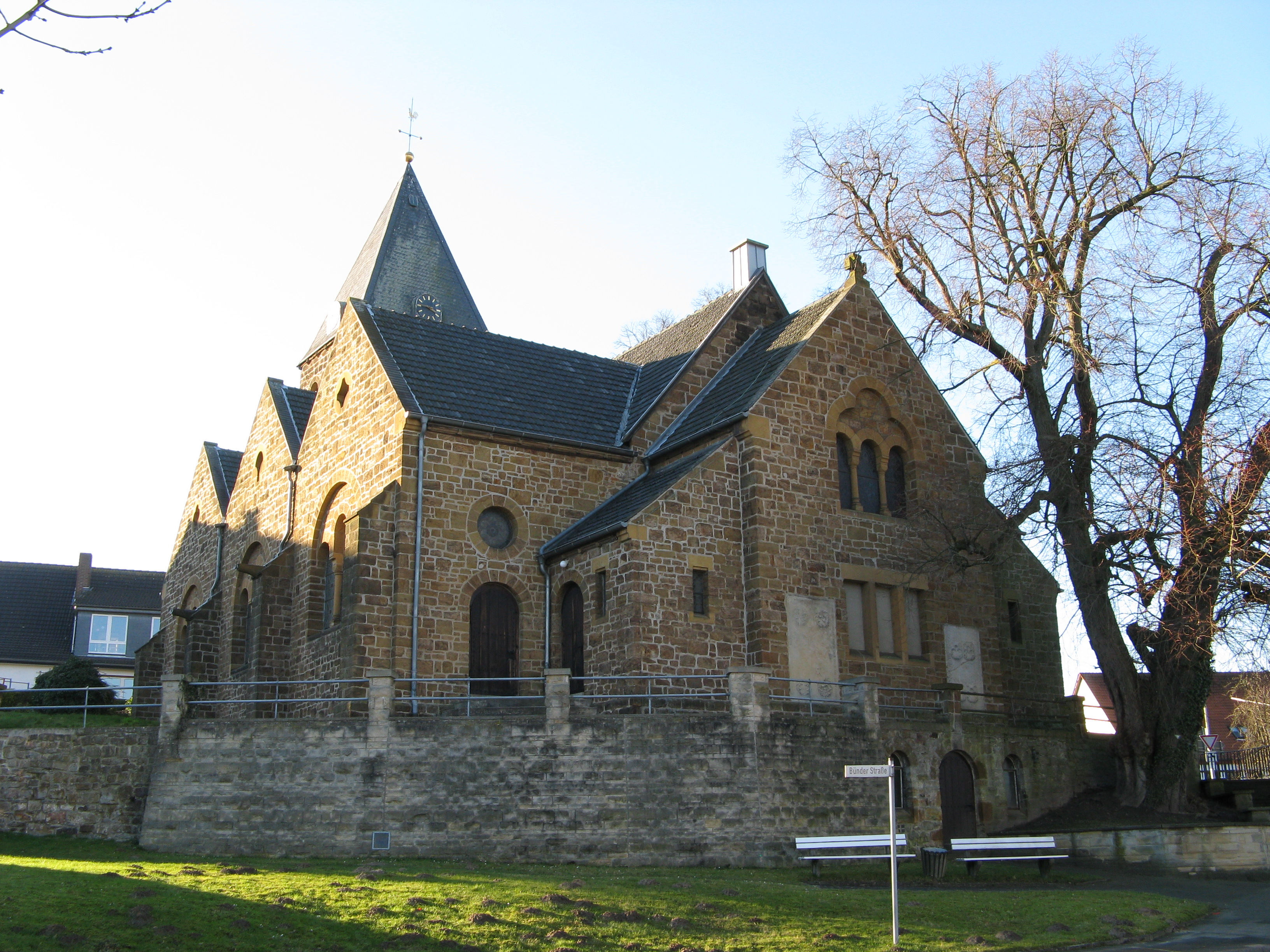
Kirche in Bad Holzhausen

Spätestens nach der Säkularisation des Fürstentums Minden und durch die Bindungen der grafschaftlichen Gebiete an das protestantische Preußen ab dem 17. Jahrhundert, ist das Gebiet ganz überwiegend evangelisch-lutherisch. Insgesamt gibt es in der Stadt drei evangelische Kirchengemeinden in Preußisch Oldendorf (St.-Dionysius-Kirche), Bad Holzhausen und Börninghausen (St.-Ulricus-Kirche). Das katholische Pfarramt Lübbecke hat eine Pfarrvikarie in Preußisch Oldendorf.
Ein Indiz für die Verteilung kann die Angabe der konfessionellen Zugehörigkeit der Schüler der Stadt sein. Demnach waren 2007 1104 der Schüler evangelisch, 69 katholisch und 57 islamisch. 135 gaben an, einer sonstigen Konfession anzugehören, und 152 rechneten sich keiner Konfession zu.
Die jüdische Synagogengemeinde Pr. Oldendorf, die bereits 1677 entstand, hat die Zeit des Nationalsozialismus nicht überdauert. Die Synagogengemeinde in der Stadt war nach Lübbecke und Rahden einst die drittgrößte Synagogengemeinde im Altkreis Lübbecke. Ab etwa 1797 gehörte zur Gemeinde eine jüdische Schule. Die Synagoge wurde 1863 geweiht. Die jüdische Schule wurde 1938 wegen Baufälligkeit abgebrochen. Die Synagoge an der Mindener Straße wurde 1957 ebenfalls abgebrochen. Die jüdischen Mitglieder der Synagogengemeinde haben den Ort bereits bis 1938 verlassen müssen und haben den Holocaust bis auf den Schlachter und Kaufmann Alfred Ehrlich nicht überlebt. Die letzte bauliche Erinnerung an die jüdische Gemeinde ist der jüdische Friedhof, der 58 Grabsteine aus der Zeit von 1740 bis 1937 umfasst.

## Politik

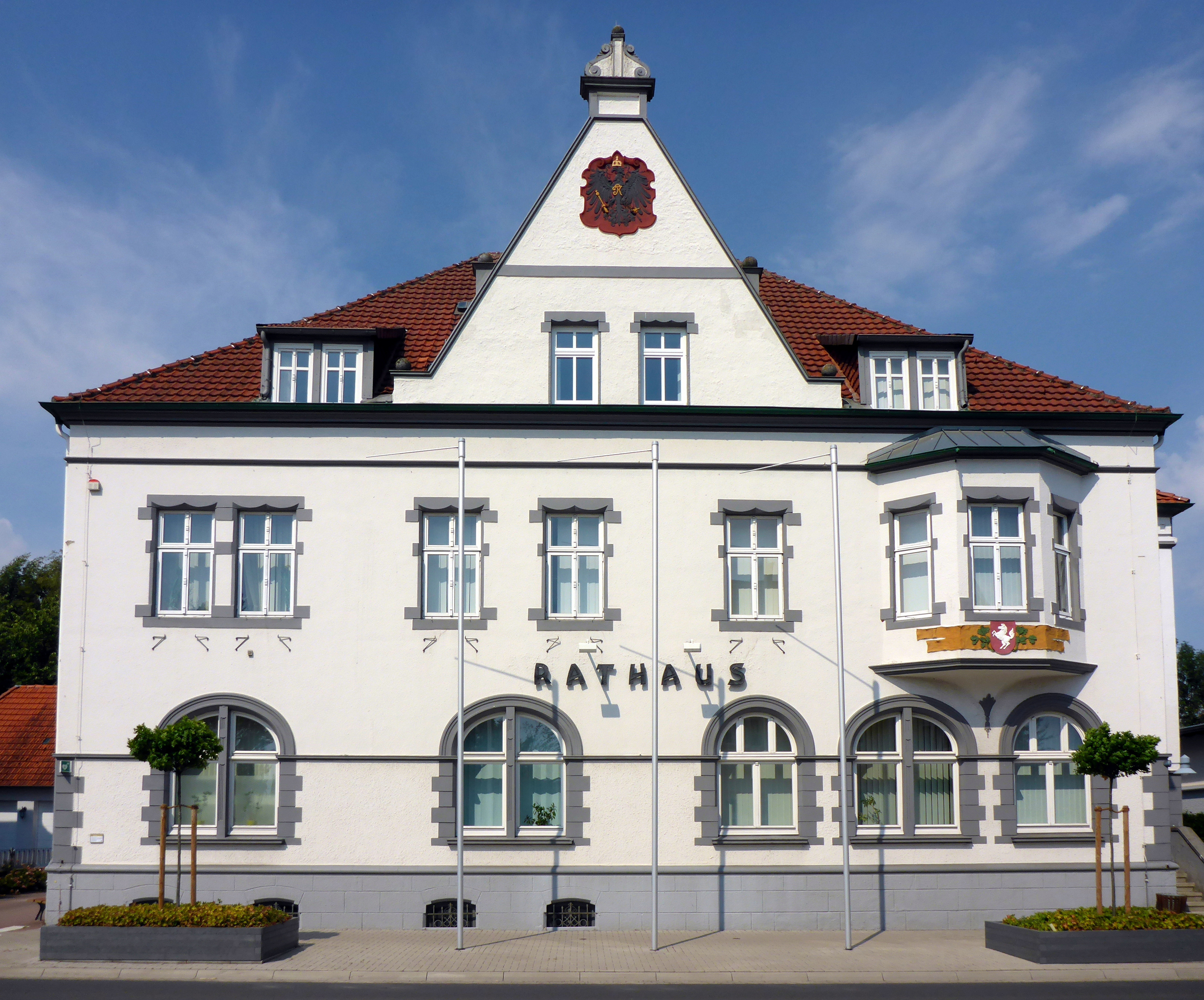
Straßenansicht des Rathauses

### Bürgermeister
Seit 1999 wird der Bürgermeister von den Bürgern der Stadt direkt gewählt. Seit 1999 ist der Bürgermeister auch hauptamtliches Stadtoberhaupt und gleichzeitig Leiter der Stadtverwaltung. Das Amt des Stadtdirektors wurde dazu abgeschafft.
Bei der Kommunalwahl am 25. Mai 2014 wurde Marko Steiner mit 67,30 % der gültigen Stimmen zum Bürgermeister gewählt und 2020 mit 50,46 % der Stimmen im Amt bestätigt. Sein Vorgänger war Jost Egen, der sich bei der Kommunalwahl vom 30. August 2009 mit 50,38 % der Stimmen als Bürgermeister durchgesetzt hatte. Davor war seit einer Stichwahl am 10. Oktober 2004 Anke Korsmeier-Pawlitzky Bürgermeisterin der Stadt. Sie wurde von der SPD aufgestellt, war aber nicht Mitglied der Partei. In der Stichwahl erhielt sie 56,3 Prozent der gültigen Stimmen und setzte sich gegen Herbert Weingärtner (CDU) durch.

### Stadtrat
Die folgende Tabelle zeigt die Kommunalwahlergebnisse seit 1975. Hinzu kommt der Bürgermeister als Ratsvorsitzender.
| [ 33 ] [ 34 ] [ 35 ] [ 36 ] | 2020  | 2020  | 2014  | 2014  | 2009  | 2009  | 2004  | 2004  | 1999  | 1999  | 1994  | 1994  | 1989  | 1989  | 1984  | 1984  | 1979  | 1979  | 1975  | 1975  |
| Partei                      | Sitze | %     | Sitze | %     | Sitze | %     | Sitze | %     | Sitze | %     | Sitze | %     | Sitze | %     | Sitze | %     | Sitze | %     | Sitze | %     |
| --------------------------- | ----- | ----- | ----- | ----- | ----- | ----- | ----- | ----- | ----- | ----- | ----- | ----- | ----- | ----- | ----- | ----- | ----- | ----- | ----- | ----- |
| CDU                         | 11    | 30,46 | 9     | 38,45 | 14    | 43,27 | 15    | 47,75 | 16    | 51,99 | 13    | 39,87 | 12    | 37,17 | 13    | 35,79 | 12    | 37,78 | 14    | 41,6  |
| SPD                         | 9     | 24,20 | 8     | 29,79 | 11    | 32,33 | 10    | 31,31 | 8     | 28,22 | 13    | 38,86 | 15    | 44,74 | 15    | 43,16 | 15    | 45,01 | 15    | 44,0  |
| FWG1                        | 2     | 5,67  | 2     | 8,29  | 4     | 12,24 | 4     | 13,21 | 4     | 14,80 | 5     | 15,28 | 6     | 18,08 | 5     | 14,00 | 4     | 11,90 | 2     | 7,8   |
| Grüne                       | 4     | 11,92 | 2     | 7,50  | 2     | 6,77  | 2     | 4,87  | 2     | 4,99  | 2     | 5,98  | −     | −     | 0     | 4,34  | −     | −     | −     | −     |
| FDP                         | 1     | 3,94  | −     | −     | −     | −     | −     | −     | −     | −     | −     | −     | −     | −     | 0     | 2,72  | 2     | 5,31  | 2     | 6,7   |
| UEB3                        | 7     | 17,59 | 3     | 12,93 | −     | −     | −     | −     | −     | −     | −     | −     | −     | −     | −     | −     | −     | −     | −     | −     |
| AfD                         | 2     | 5,24  | −     | −     | −     | −     | −     | −     | −     | −     | −     | −     | −     | −     | −     | −     | −     | −     | −     | −     |
| Einzelbewerber2             | −     | −     | 2     | −     | 1     | 3,09  | 1     | 2,86  | −     | −     | −     | −     | −     | −     | −     | −     | −     | −     | −     | −     |
| SFD4                        | −     | −     | −     | 3,03  | −     | −     | −     | −     | −     | −     | −     | −     | −     | −     | −     | −     | −     | −     | −     | −     |
| Gesamt5                     | 36    | 100   | 26    | 100   | 32    | 100   | 32    | 100   | 30    | 100   | 33    | 100   | 33    | 100   | 33    | 100   | 33    | 100   | 33    | 100   |
| Wahlbeteiligung             | 55,66 | 55,66 | 53,46 | 53,46 | 57,51 | 57,51 | 62,68 | 62,68 | 62,59 | 62,59 | 83,46 | 83,46 | 71,92 | 71,92 | 76,72 | 76,72 | 77,97 | 77,97 | 87,76 | 87,76 |

1 Freie Wählergemeinschaft

2 2009: Einzelbewerber Wilking: 3,09 %, 1 Sitz, Einzelbewerber Lömker: 2,31 %, kein Sitz; 2004: Einzelbewerber Wilking

3 UEB: Unabhängig-Engagiert-Bürgernah

4 SFD: Soziale Freie Demokraten

5 ohne Berücksichtigung von Rundungsdifferenzen

### Wappen
Der Stadt ist 1976 von der Bezirksregierung Detmold das Recht zur Führung eines Wappens und einer Flagge verliehen worden. Das Wappen zeigt in Silber (weiß) einen roten Sparren, darüber 2 rote sechsstrahlige Sterne, darunter 2 rote schräggekreuzte Schlüssel. Die Flagge zeigt auf rot-weiß längsgestreift das zur Stange verschobene Stadtwappen.
Das Wappen zeigt wie auch das Kreiswappen zwei typische Symbole der Heraldik dieser Region. Der Sparren steht für die ehemalige Zugehörigkeit zur Grafschaft Ravensberg, die dieses Symbol ganz ähnlich im Wappen führte. Die gekreuzten Schlüssel sind ein Symbol für das Bistum Minden bzw. für die daraus hervorgegangenen weltlichen Territorien Hochstift Minden und Fürstentum Minden, denen zunächst alle Gebiete der heutigen Stadt, bis 1815 zumindest noch ein Teilgebiet der heutigen Stadt angehörten. Das Wappen von Preußisch Oldendorf vor 1910 zeigte noch ausschließlich die drei Sparren, die sich im Wappen der Grafen zu Ravensberg finden. Am 25. Februar 1910 wurde das Wappen in seiner heutigen Form angenommen und zeigte nur noch einen einzelnen Sparren sowie zusätzlich die Schlüssel des Apostels Petrus. Das dritte Symbol im Wappen, die Sterne, zeigen eine Ähnlichkeit zum Wappen des benachbarten Lübbecke und wurden diesem vermutlich entlehnt. Der Stern stammt aus dem Wappen derer von Schwalenberg und wird auch heute noch im Wappen von Schieder-Schwalenberg gezeigt; Volkwin van Schwalenberg war Bischof von Minden und verlieh Lübbecke 1279 die Stadtrechte.

### Städtepartnerschaften
Preußisch Oldendorf unterhält seit 1982 eine Partnerschaft mit dem österreichischen Sankt Oswald-Möderbrugg.

## Kultur und Sehenswürdigkeiten

### Musik
In den Kurorten finden regelmäßig Kurkonzerte statt. Der Kreis Minden-Lübbecke veranstaltet zusätzlich zur Förderung von Kunst und Kultur in Kooperation mit dem Verein Herrenhäuser und ihre Parks im Mühlenkreis Kammerkonzerte im Garten des Schloss Crollage. Neben mehreren Gesangs- und Musikvereinen gibt es in der Stadt auch eine Jugendmusikschule.

### Museen

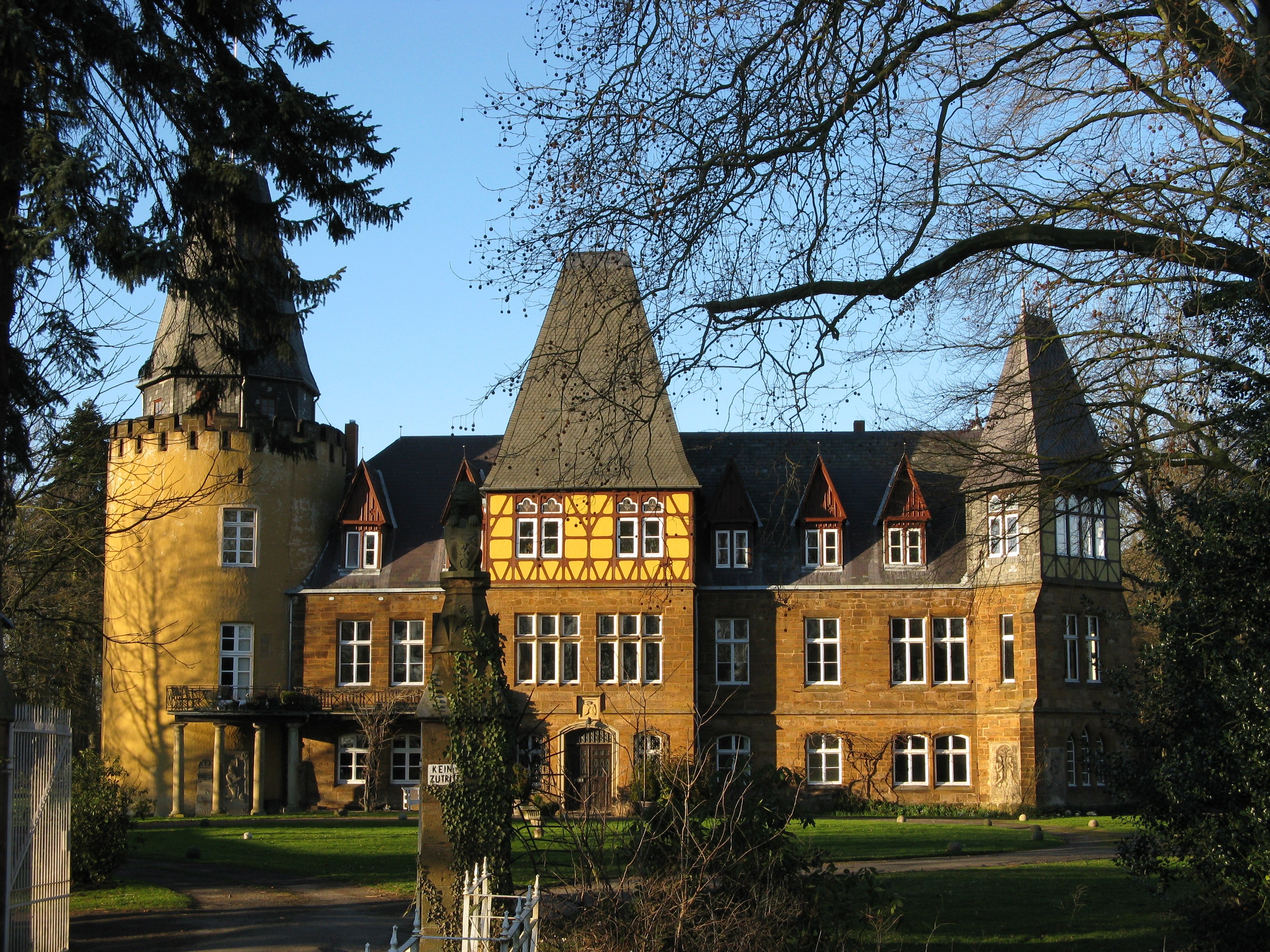
Schloss Hollwinkel

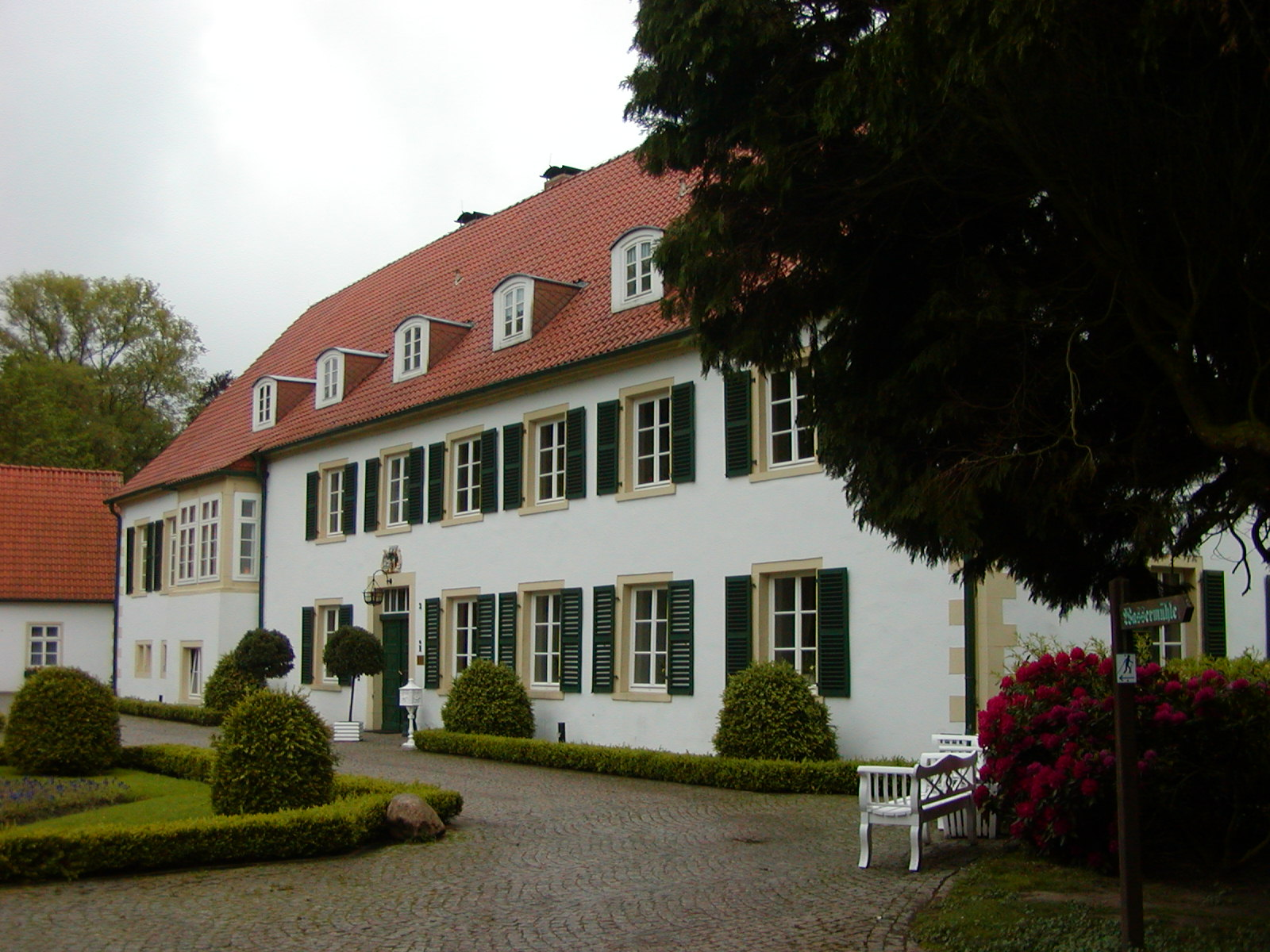
Haus des Gastes in Pr. Oldendorf-Holzhausen

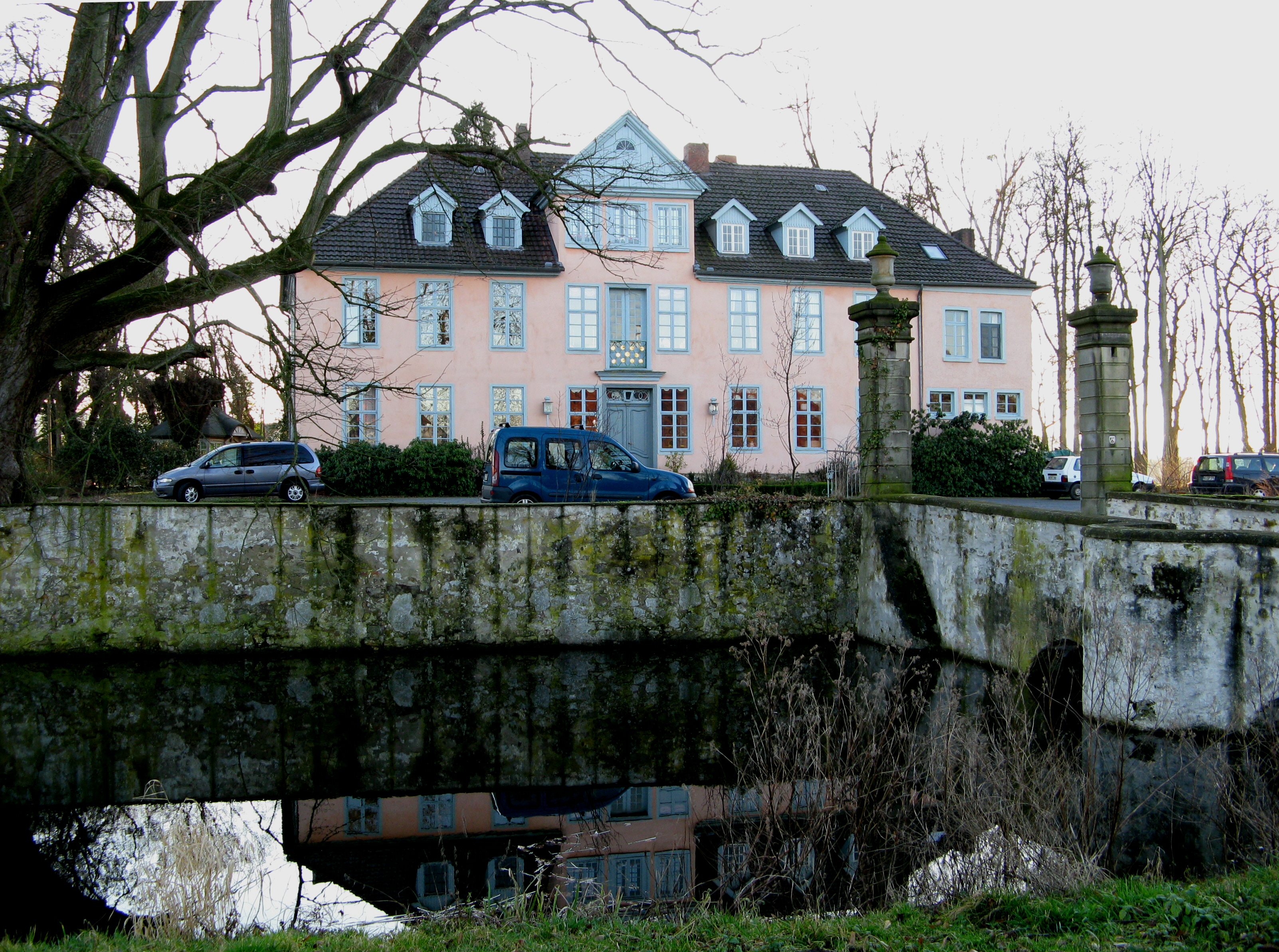
Herrenhaus Gut Groß-Engershausen

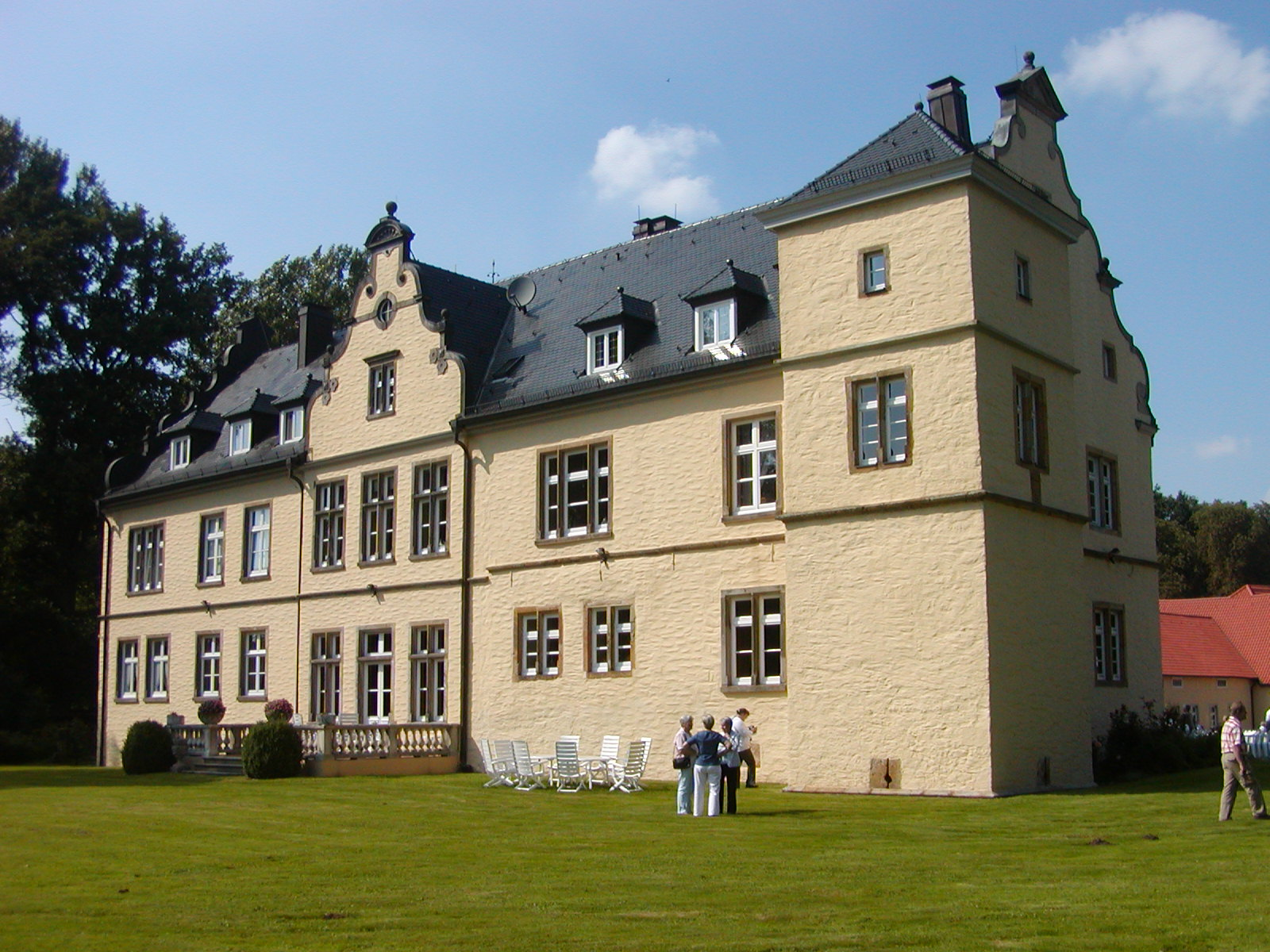
Schloss Crollage

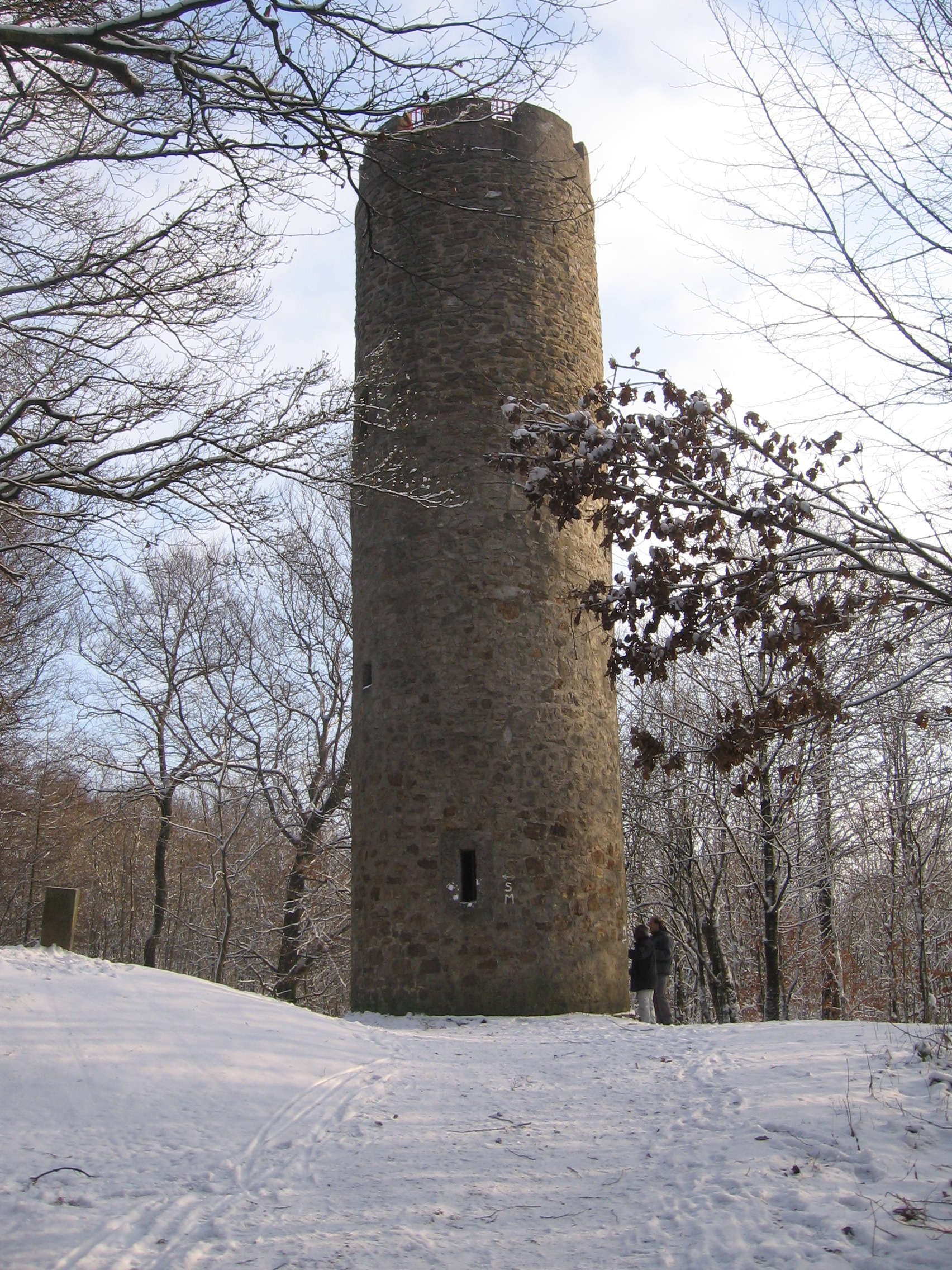
Der Aussichtsturm auf dem Nonnenstein

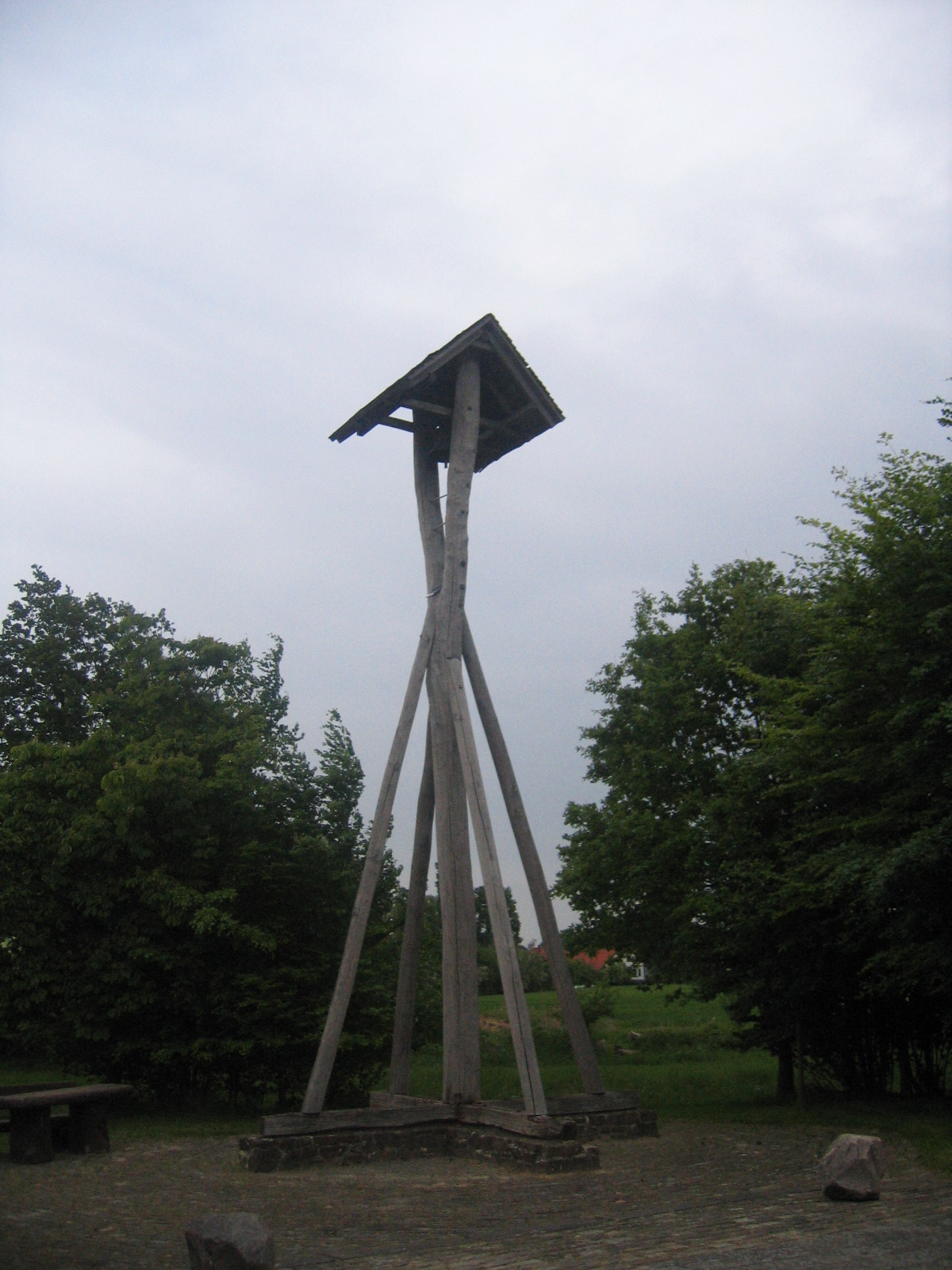
Bauernschaftsglocke Hedem

Das Feuerwehrmuseum in der ehemaligen Dorfschule im Stadtteil Schröttinghausen zeigt Feuerwehrgerätschaften aus vier Jahrhunderten, die insbesondere die historische Entwicklung des Feuerlöschwesens im ländlichen Raum dokumentieren. Gezeigt wird u. a. eine Brandglocke von 1570, verschiedene pferdegezogene Einsatzwagen (von 1885), ein Feuerwehr-Meldekrad Marke DKW aus dem Jahre 1928 bis hin zu einem Borgward-Tanklöschfahrzeug (TLF 8 Typ B 2000) aus dem Jahre 1959.
Das Mühlenmuseum in der Guts-Wassermühle Hudenbeck des Rittergutes Holzhausen zeigt die Einrichtung und den Betrieb der Mühle sowie die Entwicklung des Müllerhandwerkes insgesamt.
Auf der für den regulären Personenverkehr aufgegebenen Strecke der Wittlager Kreisbahn verkehren historische Züge der Museums-Eisenbahn Minden. Die Sonderfahrten verbinden Preußisch Oldendorf mit Bohmte Ost.

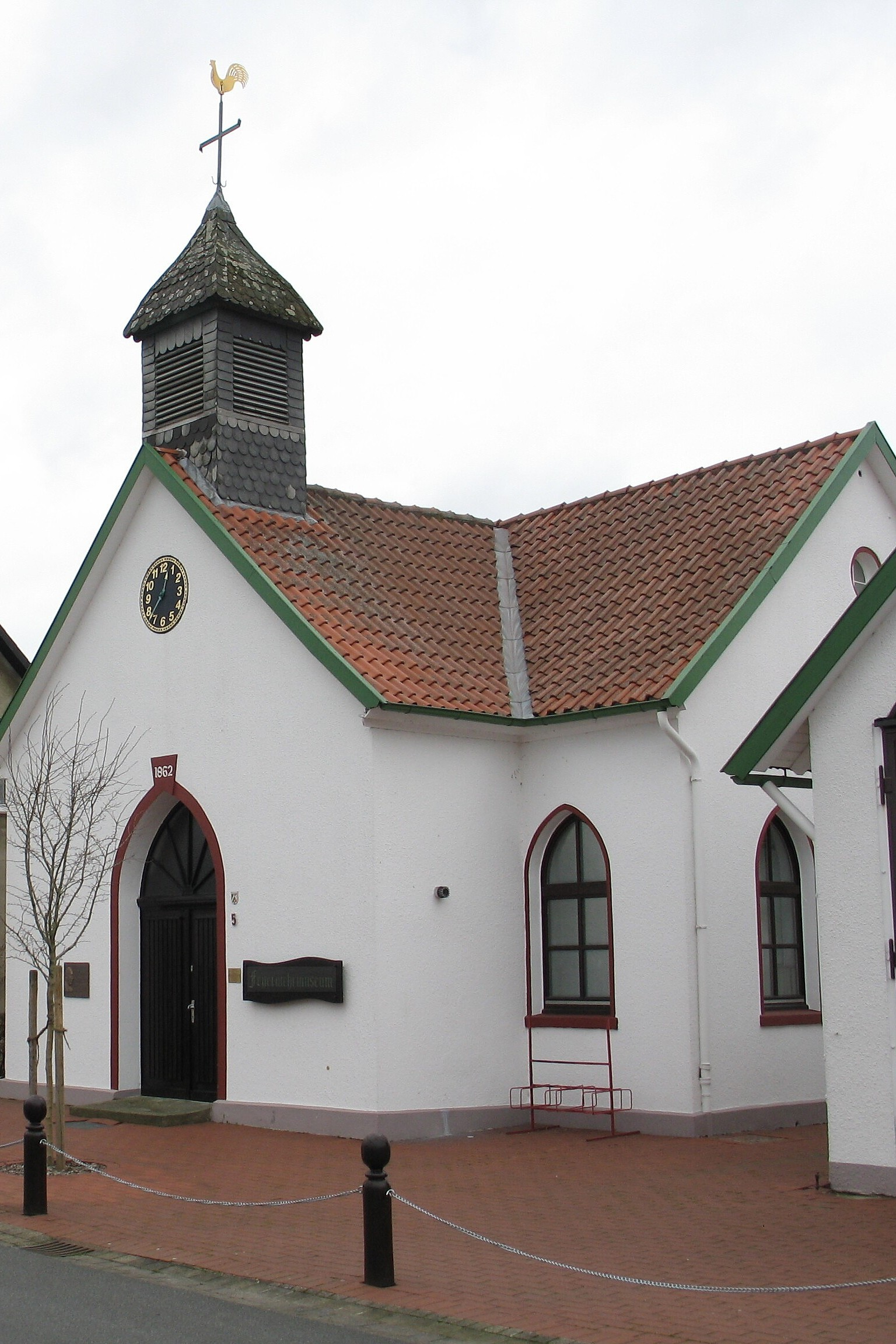
Dorfschule Schröttinghausen ist heute ein Feuerwehrmuseum
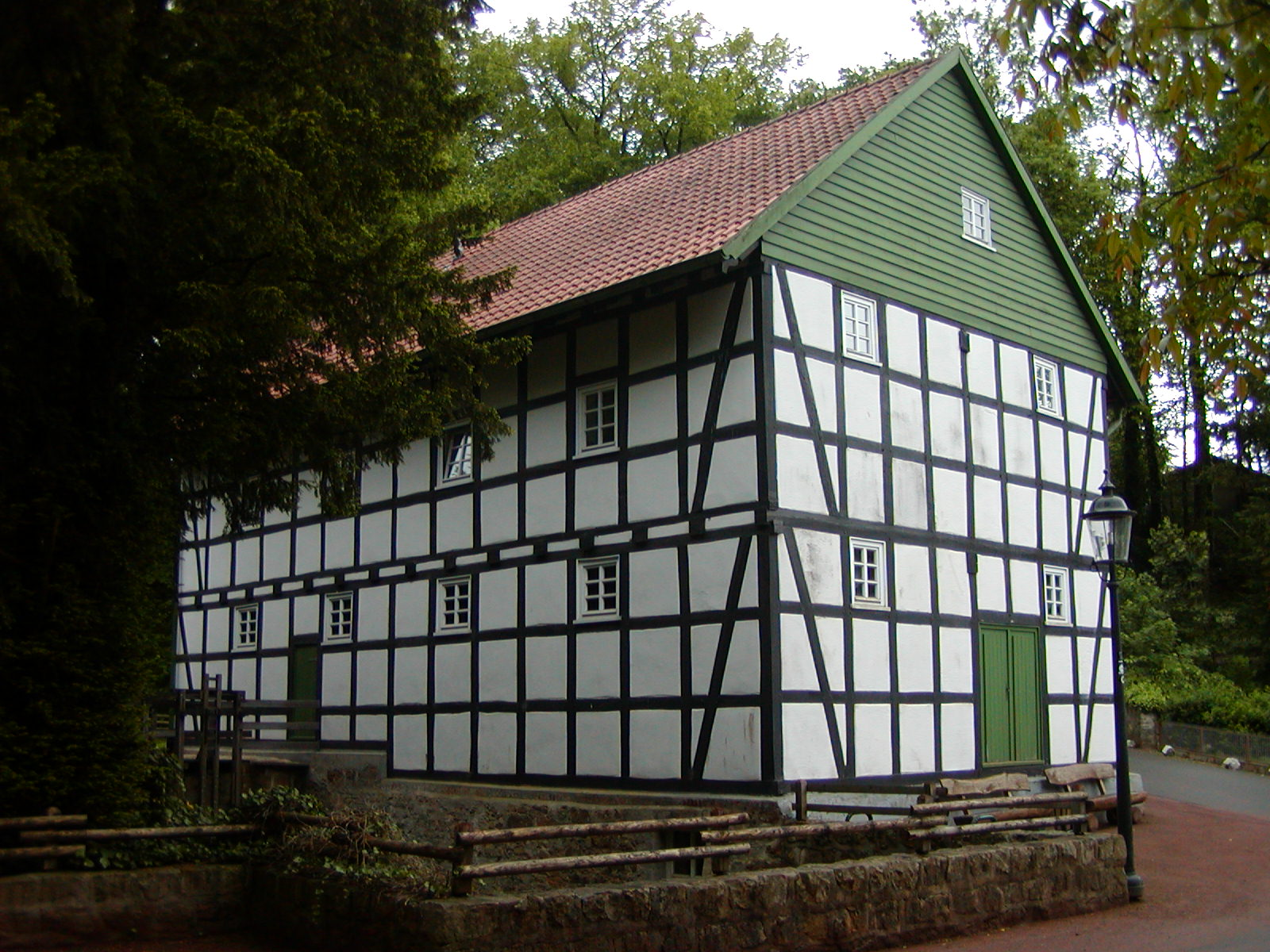
Guts-Wassermühle Hudenbeck und Mühlenmuseum
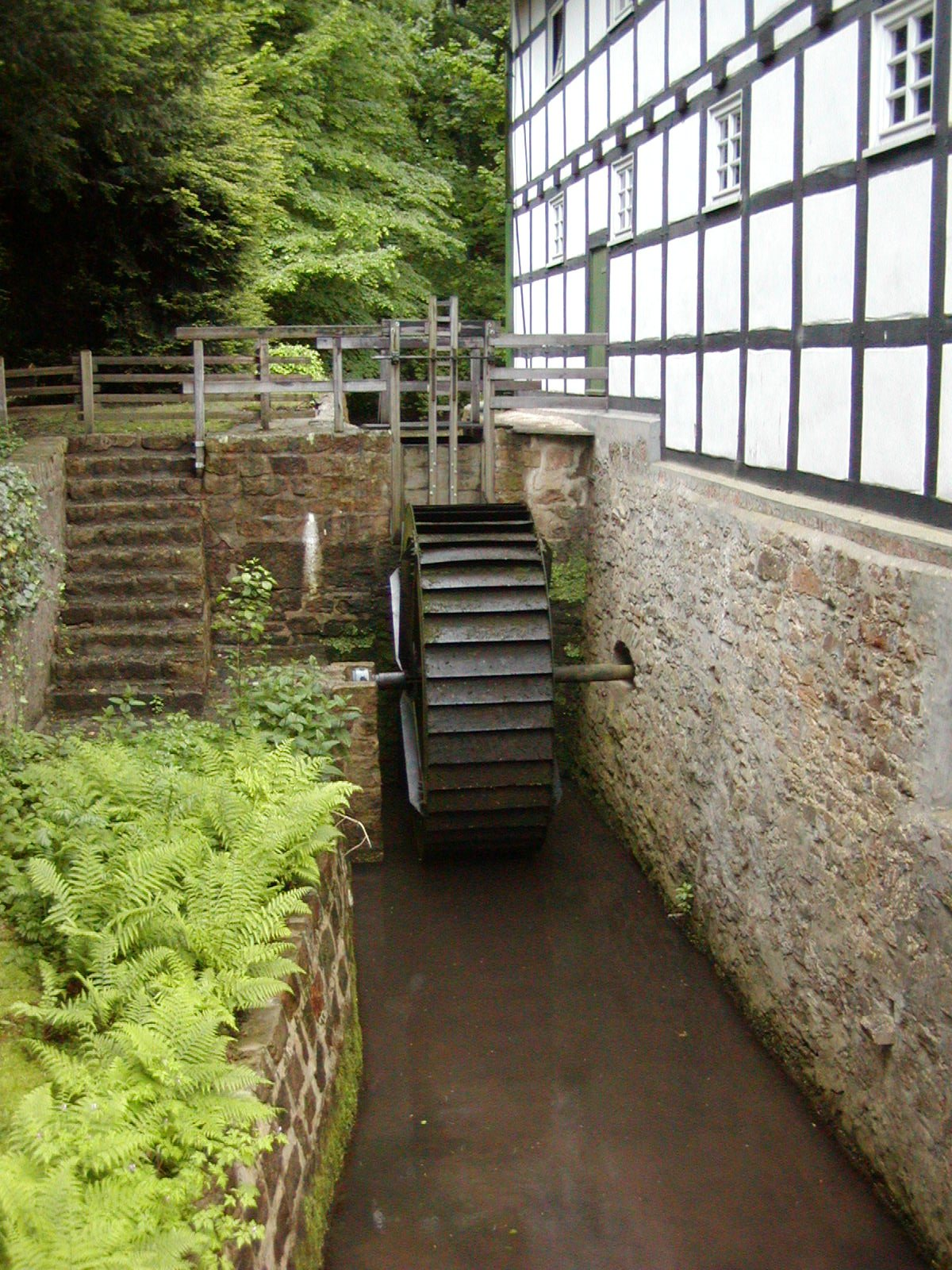
Guts-Wassermühle Hudenbeck: Mühlrad
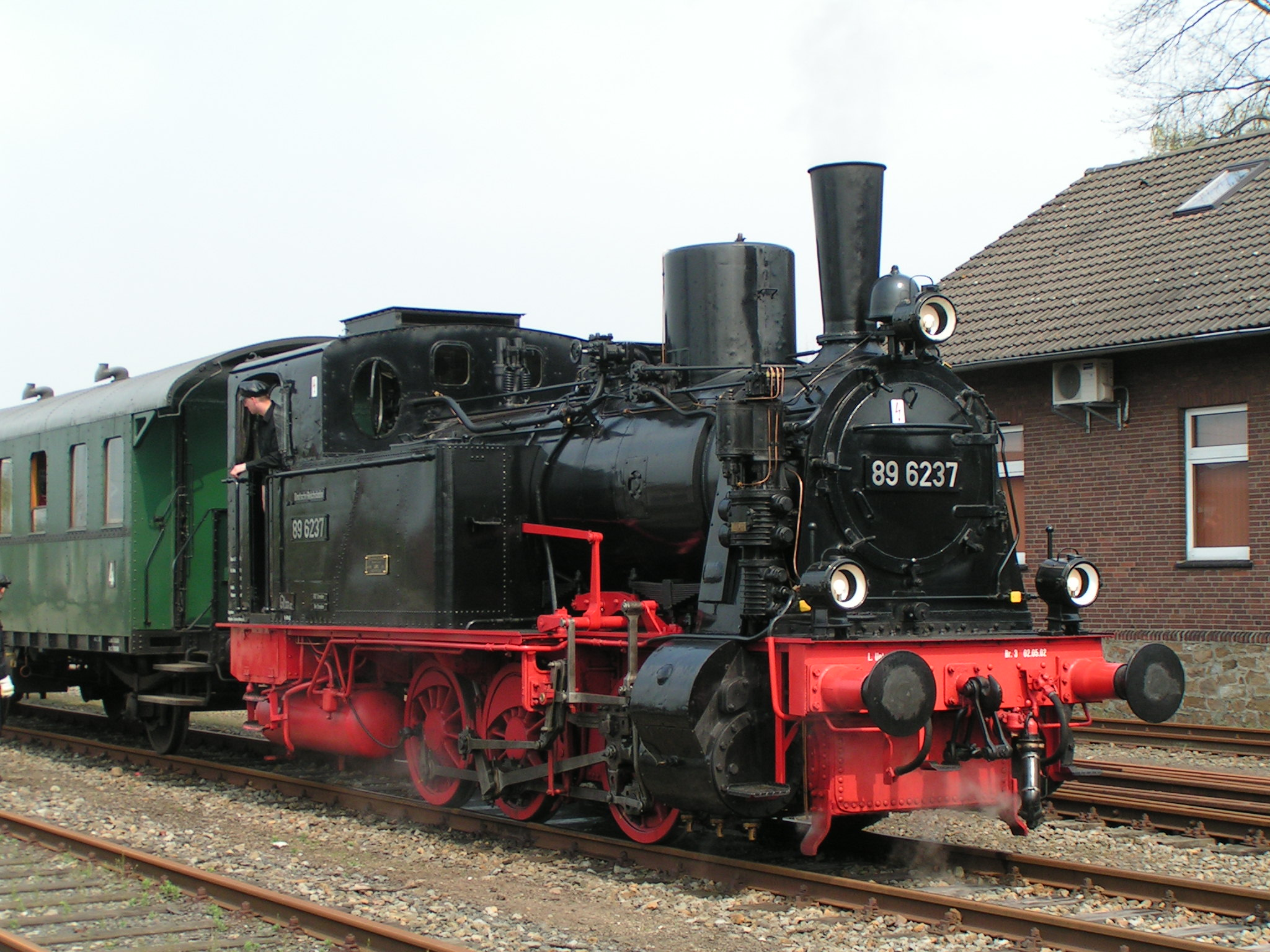
Museumseisenbahn Pr. Oldendorf – Bohmte

### Bauwerke
- Burg Limberg: Die nur als Burgruine erhaltene Burg im Stadtteil Börninghausen auf dem Limberg wurde im 13. Jahrhundert errichtet (1319 erstmals erwähnt) und war lange Zeit Sitz des ravensbergischen Amtes Limberg. Im Jahre 1695 wurde beschlossen die Burg zu schleifen.
- Schloss Hüffe: Das spätbarocke Wasserschloss im Stadtteil Lashorst wurde Ende des 13. Jahrhunderts erbaut und erstmals 1439 als Rittergut erwähnt.
- Schloss Hollwinkel: Das Wasserschloss im Stadtteil Hedem wurde vermutlich Ende des 13. Jahrhunderts erbaut.
- Schloss Crollage: Das Schloss wurde als Rittergut im 14. Jahrhundert errichtet und befindet sich im Stadtteil Bad Holzhausen.
- Gut Groß-Engershausen: Das Gut wurde erstmals 1398 erwähnt und zwischen 1491 und 1510 errichtet. Das Herrenhaus wurde um 1770 erbaut.
- Gut Klein-Engershausen. Dieses Herrenhaus wurde 1373 als „Oberhof“ der Familie von Gols erstmals erwähnt und liegt unmittelbar beim Gut Groß-Engershausen.
- Gut Hudenbeck: Das Gut liegt im Kurpark von Bad Holzhausen und dient als Haus des Gastes. Das Herrenhaus wurde 1558 errichtet.
- St. Dionysius-Kirche in Preußisch Oldendorf: Die dem Dionysius von Paris geweihte Kirche wurde erstmals 969 erwähnt. Die Anfänge dieser ältesten Kirchengemeinde gehen also bis auf die Zeit der Christianisierung der Region durch Karl den Großen zurück und war eine der ältesten Kirchen der Gegend. Die Kirche in ihrer heutigen Form wurde als Hallenkirche 1510 erbaut und enthält einen Schnitzaltar und eine Barockorgel aus dem Jahr 1662.
- Kirche in Bad Holzhausen: Die Kirche stammt aus dem 13. Jahrhundert. Der Bau wurde 1906 im neugotischen Stil erneuert.
- St.-Ulricus-Kirche Börninghausen: Die Ulrich von Augsburg geweihte Wehrkirche stammt aus dem 13. Jahrhundert. Ihr spätromanischer Ursprung ist noch am Altarraum zu erkennen.
- Das Gut Figenburg in Börninghausen ist ein abgegangenes Rittergut.
- Wiehenturm: Dieser hölzerne Aussichtsturm im Wiehengebirge steht auf dem Limberg-Sattel (198 m NN). Die Plattform hat eine Höhe von 23,51 Meter.
- Guts-Wassermühle Hudenbeck: Die Guts-Wassermühle des Rittergutes Holzhausen wird von einem Wasserrad (Durchmesser 3,10 m, Breite 1 m) aus Stahl mit dem Wasser der Großen Aue angetrieben. Das zweigeschossige Fachwerkgebäude wurde 1888 errichtet. Erstmals wurde hier 1556 urkundlich eine Mühle erwähnt. Die zerstörte Mühle wurde 1983 wieder neu aufgebaut, das Wasserrad kommt aus dem Siegerland, die Mühleneinrichtung wird von einer Mühle bei Bünde zur Verfügung gestellt. Sie ist eine Station der Westfälischen Mühlenstraße.
- Jüdischer Friedhof: Der Friedhof der ehemaligen Synagogengemeinde in Preußisch Oldendorf wurde im Jahre 1740 durch den preußischen König Friedrich den Großen genehmigt. Er umfasst 58 Grabsteine mit historischen Grabinschriften teils in hebräischer und deutscher Sprache.
- Dorfschule in Schröttinghausen: Die 1862 erbaute Dorfschule beherbergt heute das Feuerwehrmuseum. In einem einzigen Schulraum unterrichtete ein Dorflehrer früher gleichzeitig bis zu 90 schulpflichtige Kinder. Erhalten ist u. a. ein altes mechanisches Uhrwerk, die funktionierende Schuluhr aus dem Jahre 1862.
- Ortskern Offelten: Die zahlreichen Fachwerkhöfe aus dem 18. bis 19. Jahrhundert fügen sich zu einem geschlossenen und vollständig erhaltenen Ortsbild. Offelten ist daher eines der schönsten und besterhaltenen Fachwerkdörfer in Westfalen-Lippe.
- Das Bürgerhaus von 1753 auf dem Kirchplatz in Preußisch Oldendorf beherbergt heute das Stadtarchiv und die Stadtbücherei.
- Altes Brennhaus in Preußisch Oldendorf: Das im typischen Ravensberger Stil (Geckpfahl, grüner Giebel etc.) 1752 erbaute Fachwerkhaus beherbergt heute ein Restaurant.

### Natur
Auf dem Gebiet der Stadt liegen zwei Naturschutzgebiete:
- Ellerburger Wiesen (88 ha, ausgewiesen 1989): Das Gebiet im Stadtteil Hedem liegt in der Rahden-Diepenauer Geest beiderseits der Großen Aue und ist teilweise im Landesbesitz. Ein geringfügiger Teil der Fläche gehört zum Gebiet der Stadt Espelkamp. Der Biotopkomplex weist naturnahe Waldbestände und Grünlandflächen auf. Diese bieten Lebensraum für Amphibien, Libellen und eine Vielzahl von Vogelarten. Der Name weist darauf hin, dass die Flächen ehemals weitgehend zur mittlerweile abgegangenen Wasserburg Ellerburg in Fiestel (Stadt Espelkamp) gehörten.
- Limberg und Offelter Berg (186 ha, ausgewiesen 1935): Das Gebiet auf der Egge besteht hauptsächlich aus naturnahem Rotbuchenwald mit eingestreuten Nadelbäumen, der zahlreiche Quellbereiche und Bachläufe umfasst. Gerade der verbreitete und gut erhaltene Waldmeister-Buchenwald mit seiner ausgeprägten Krautschicht weist eine hohe Artenvielfalt auf.

Ferner hat die Stadt im Süden Anteil am Naturpark TERRA.vita (ehemals Naturpark Nördlicher Teutoburger Wald-Wiehengebirge).

### Parks
Rund um die Rittergüter der Stadt sind einige Gartenanlagen angelegt worden:
- Kurpark Bad Holzhausen: Der Park mit einer Größe von ca. 5 Hektar geht auf einen historischen Gutspark um das 1558 errichtete Herrenhaus zurück. Dazu gehört auch eine Wassermühle. Bereits im 18. Jahrhundert gab es am Rittergut neben verschiedenen Obst- und Gemüsegärten auch einen kleinen Barockgarten. Im 19. Jahrhundert wurde ein Landschaftspark ergänzt. Der Park integrierte den Bachlauf der Großen Aue und die ehemalige Gräfte wurde zur Teichanlage. Der Park verwilderte im Laufe der Zeit. Erst um 1980 wurde der Park restauriert und als Kurpark für den Kurort Holzhausen angelegt. Bemerkenswert sind eine Kastanienallee, ein neues Gartenparterre mit barockisierenden Formen und große naturbelassene Wiesenflächen um einen Teich mit ausgreifenden Röhrichtbeständen.[39]
- Park Haus Groß-Engershausen: Dieser historische Gutspark (ca. 4 ha groß) ist angelegt als Friedhofspark mit 1805 errichtetem schlichtem Mausoleum: Außerdem findet sich eine ca. 300–400 Jahre alte Linde.[40]
- Gutspark Hollwinkel in Hedem: Dieser historische Gutspark mit Landschaftsparkelementen liegt am Flusslauf der Großen Aue und ist rund 10 Hektar groß.[41]
- Schlosspark Hüffe in Lashorst: Dieser historische Landschaftspark hat eine Größe von ca. 7,5 ha und liegt am Rittergut Hüffe, das bereits 1439 erwähnt wird. Der Park wurde ab 1775 durch den in Kassel tätigen Hofgärtner Pierre Bourgignon angelegt. Der Park vereinte zunächst in ungewöhnlicher Weise Elemente des geometrischen Barockgartens und des unregelmäßigen Landschaftsparks. Erst im 19. Jahrhundert wurde der Park in einen Landschaftspark umgestaltet. Der Park weist außerdem eine Begräbnisinsel in einem Teich auf. Der Park ist leicht verwildert und die ehemals prägenden Alleen sind nicht mehr in ihrer ursprünglichen Form erhalten.[42]
- Kurpark Bad Holsing in Bad Holzhausen: Der 8 Hektar große Kurpark ist um fünf 1710 entdeckte Mineralwasserquellen angelegt. Die Anlage steht den Kurgästen der Wiehengebirgsklinik offen und entstand in seiner heutigen Form erst nach dem Zweiten Weltkrieg.[43]

### Naturdenkmäler
In Preußisch Oldendorf sind 27 Solitärbäume und Baumgruppen sowie drei geologische Objekte als Naturdenkmäler ausgewiesen. Zusätzlich zu den Naturdenkmälern zählt eine 60,20 m hohe Küsten-Tanne am Limberg zu den Natursehenswürdigkeiten. Sie ist damit die höchste bekannte Küsten-Tanne Deutschlands (Stand Januar 2020).

### Regelmäßige Veranstaltungen
Neben den regelmäßig stattfindenden Kurkonzerten in den drei Kurorten sind der Maispaß und der Holzhauser Markt bekannte Straßenfeste.

### Sport
Die größten Sportvereine sind der OTSV Preußisch Oldendorf (Fußball, Volleyball, Leichtathletik, Turnen etc.), der SuS Holzhausen (Fußball), SV „Eggetal“ Eininghausen-Börninghausen (Fußball), der Eggetaler Tennisclub, Hedemer Tennisverein, DLRG-Ortsgruppe Preußisch Oldendorf, sowie drei Reitvereine: Reiterverein Holzhausen-Heddinghausen, Reitsportclub Echterbrock e. V., Reit- und Fahrverein „St. Georg“ Preußisch Oldendorf. Auf dem Gebiet der Stadt wurden 2 Minigolfanlagen in den Stadtteilen Preußisch Oldendorf und Börninghausen angelegt.

## Infrastruktur und Wirtschaft

### Verkehr

#### Schienen- und Busverkehr

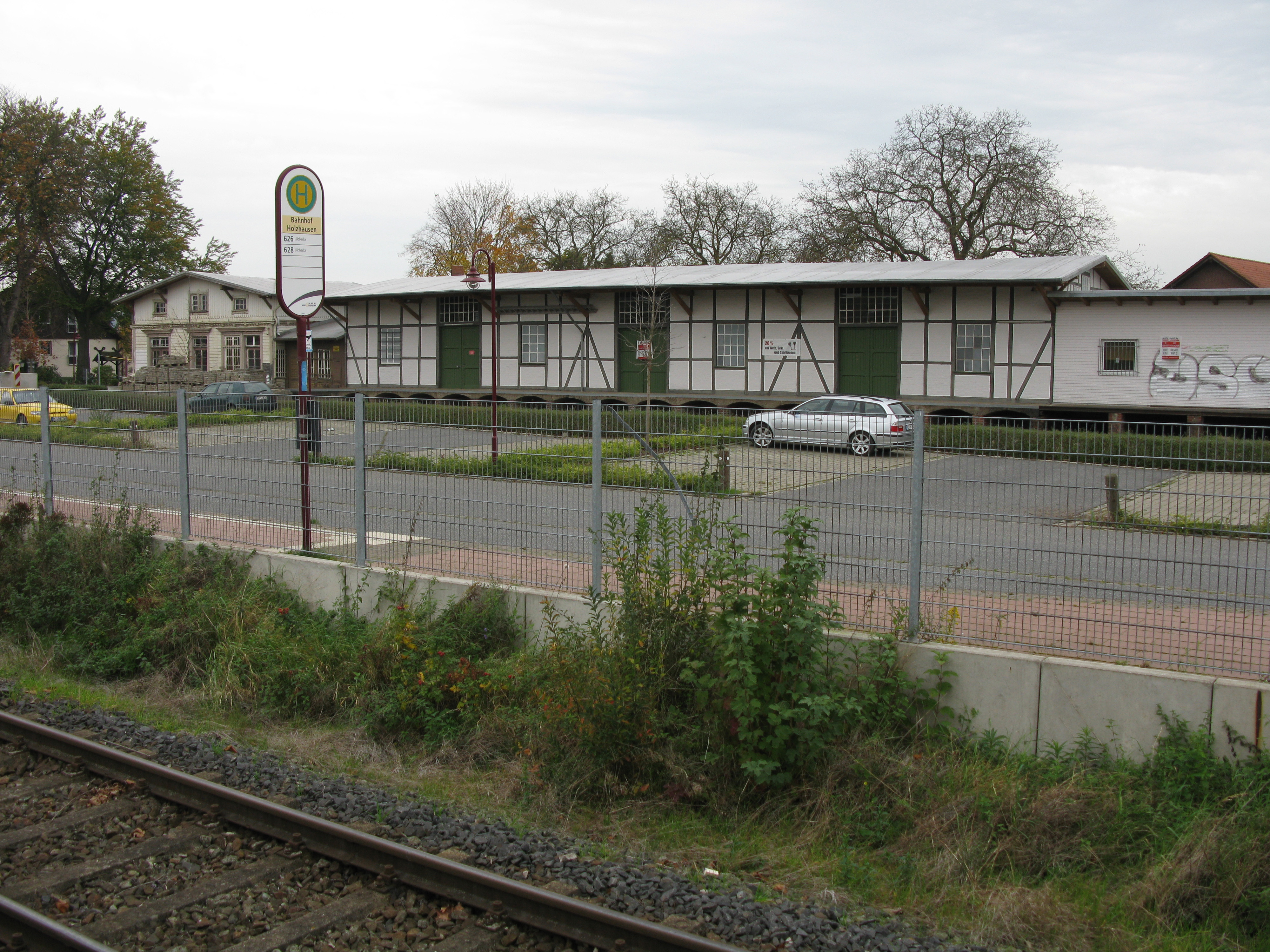
Bahnhof Bad Holzhausen

Der Bahnhof Bad Holzhausen liegt an der Ravensberger Bahn (KBS 386), auf der im Stundentakt, sonntags alle zwei Stunden, die gleichnamige Regionalbahn 71 Bielefeld–Herford–Bünde–Lübbecke–Rahden verkehrt. Außerdem liegt der Haltepunkt „Neue Mühle“ (frühere Bezeichnung war „Neue Mühle-Mesch“ – Mesch ist Teil Börninghausens) unmittelbar an der Grenze von Rödinghausen und Börninghausen auf Rödinghauser Seite. Durchgeführt wird der Schienenpersonennahverkehr von der Eurobahn, die Diesel-Triebwagen der DB-Baureihe 643 (Talent) für Geschwindigkeiten bis zu 120 km/h einsetzt. Ab Dezember 2013 wurde die Linie mit der Linie RB 67 (Der Warendorfer) verknüpft und somit bis nach Münster durchgebunden, wodurch eine durchgängige Verbindung entstand (über Bielefeld, Warendorf). Diese Durchbindung wurde mittlerweile allerdings wieder aufgehoben und die Linie endet wieder in Bielefeld.
Die in Bad Holzhausen westlich nach Bohmte abzweigende Eisenbahnstrecke ist bis zum innenstadtnahe gelegenen Bahnhof „Preußisch Oldendorf“ außer Betrieb und dient von dort dem Güterverkehr, der von den Verkehrsbetrieben Land Osnabrück durchgeführt wird. Gelegentlich findet Museumsbahnverkehr statt. An dieser Strecke gab es neben den genannten Bahnhöfen „Preußisch Oldendorf“ und „Bad Holzhausen“ die Haltepunkte „Offelten“ und „Holzhausen“. Dieser Teilabschnitt ist schon zum Teil/wird in den nächsten Jahren wieder zumindest für den Museumsbahnverkehr instand gesetzt.
Der Busverkehr wird in Richtung Lübbecke und Espelkamp von den Mindener Kreisbahnen durchgeführt. Am Wochenende und in den Nachmittagsstunden fahren Anrufbusse („Taxibus“). In Richtung Bohmte verkehren die Busse der Verkehrsgesellschaft Landkreis Osnabrück GmbH (VLO) über Bad Essen im Stundentakt. Es gibt stündlich von der Verkehrsgemeinschaft Osnabrück die Buslinie 276 von Preußisch Oldendorf über Bad Essen nach Osnabrück.
Preußisch Oldendorf gehört zum Tarifverbund Westfalentarif und mit einer Linie zur Verkehrsgemeinschaft Osnabrück.

#### Straßenverkehr
Preußisch Oldendorf ist über die Landesstraße 557 im Süden an die Bundesautobahn 30 (E 30) angebunden. Die Bundesstraße 65 durchquert Preußisch Oldendorf in west-östlicher Richtung und schlägt im Stadtkern einen bemerkenswerten Bogen um die evangelische Kirche.

#### Wasserstraßen und Häfen
Durch Preußisch Oldendorf führt in west-östlicher Richtung der Mittellandkanal. Im Stadtteil Getmold existiert ein Industriehafen. Dies ist der größte Industriehafen zwischen Osnabrück und Minden. Außerdem wurde am Mittellandkanal in Getmold ein Yachthafen angelegt. Im Hafen Preußisch Oldendorf hält die so genannte „Weiße Flotte“ der Mindener Fahrgastschifffahrt auf ihren Fahrten von Bad Essen nach Minden zum Wasserstraßenkreuz.

#### Radverkehr
Die Stadt liegt an der BahnRadRoute Weser-Lippe, der Wellness-Radroute durch die Kurorte der Stadt, dem West-Ost-Radweg u. a. nach Enschede und der Mühlenroute. Zu den Schlössern und Herrensitzen der Umgebung führt davon abzweigend eine spezielle Route der Stadt.

#### Wanderwege
Die südlichen Gebiete der Stadt liegen am Wittekindsweg.

### Medien
In Preußisch Oldendorf sind die Neue Westfälische (Geschäftsstelle Lübbecke) und das Westfalenblatt als Regionalzeitung mit Lokalteilen für Preußisch Oldendorf vertreten. Das Lokalradio für den Kreis Minden-Lübbecke ist Radio Westfalica.
Seit 2001 erscheint das amtliche Bekanntmachungsblatt „Preußisch Oldendorfer Rundblick“ monatlich in einer Auflage von 10.200 Exemplaren bei der Druckerei Kölle. Diese wird vom rechtsextremen Verleger Rainer Höke geführt, der auch die Nazi-Literatur vertreibende Deutsche Verlagsgesellschaft (DVG) leitet. Höke erbte den Betrieb 1993 von seinem Vater, dem SS-Untersturmführer Erwin Höke. 1995 wurde Höke vom Landgericht Dortmund wegen des Drucks einer antisemitischen Zeitschrift verurteilt. Trotz Protesten druckt die Stadt ihr offizielles Amtsblatt weiterhin bei der Druckerei.

### Wirtschaft und ansässige Unternehmen
Die Wirtschaftsstruktur ist überwiegend mittelständisch geprägt. Die Stadt bietet Stand 2006 rund 2700 sozialversicherungspflichtig Beschäftigten einen Arbeitsplatz. In 2007 betrug die Arbeitslosenquote 5,8 Prozent. Größte Branchen sind die Holz- und Möbelindustrie, die Metallverarbeitung, der Maschinenbau, Handel, Chemie und Tourismus. Größtes Gewerbegebiet ist mit Abstand der Gewerbe- und Industriepark Hafen in Getmold. Insgesamt stehen über 330 Hektar Gewerbeflächen zur Verfügung, die besonders im Norden der Gemeinde liegen. Größte Unternehmen sind die Vortella Lebensmittelwerk W. Vortmeyer GmbH, Fa. Schwarz-Werkzeugbau, Fa. Engelbrecht.

### Öffentliche Einrichtungen

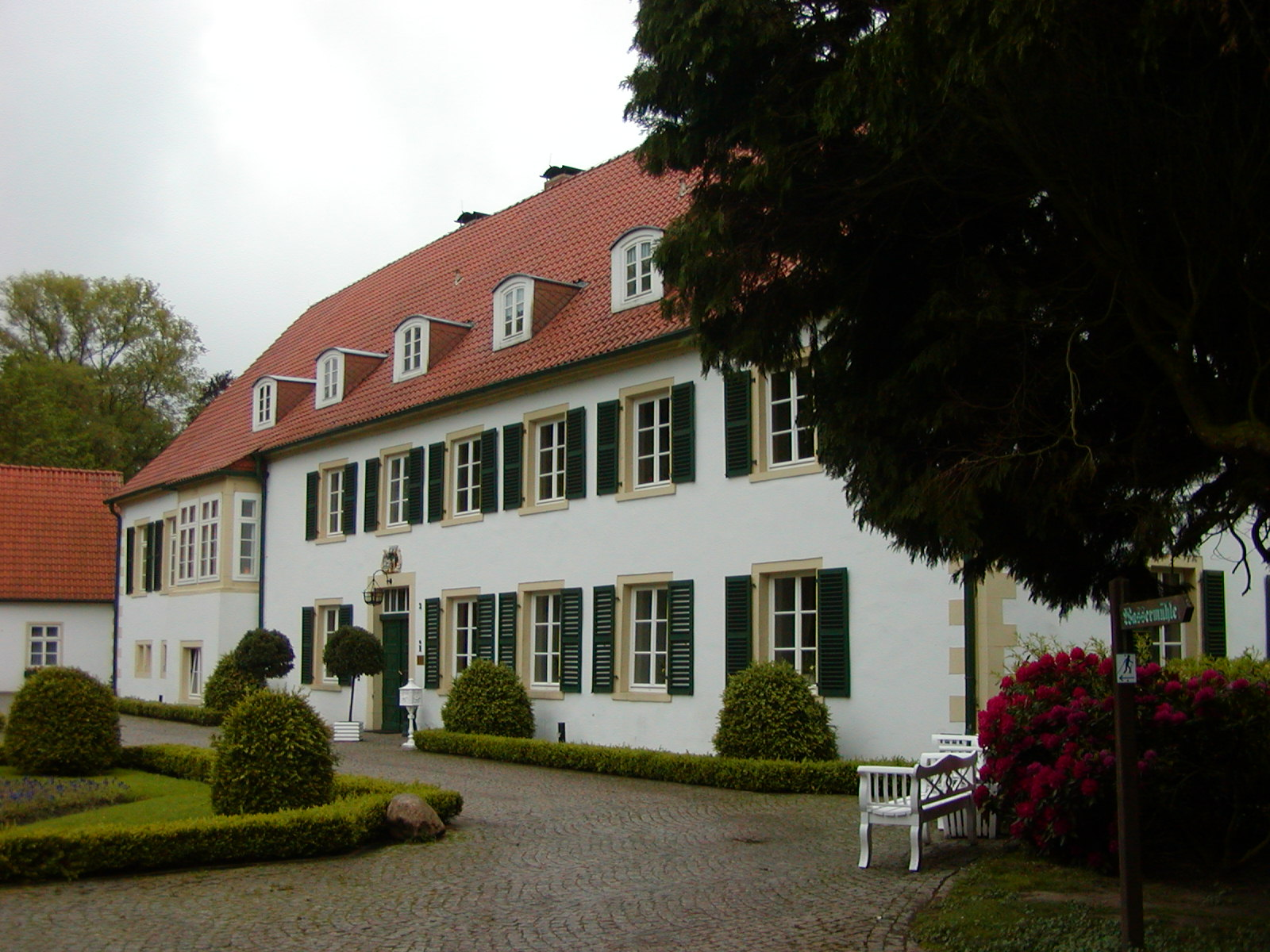
Haus des Gastes (Gut Hudenbeck) in Holzhausen

In den Ortsteilen Preußisch Oldendorf und Börninghausen befindet sich jeweils ein Haus des Gastes. Auch im Kurpark des Ortsteils Bad Holzhausen liegt ein Haus des Gastes. Dieses wurde im 1529 erbauten Herrenhaus des Ritterguts Holzhausen eingerichtet. Im Bürgerhaus in Preußisch Oldendorf gibt es eine Stadtbücherei. Preußisch Oldendorf hat auch ein öffentliches Waldschwimmbad, die Kureinrichtungen in Bad Holzhausen bieten ebenfalls Schwimmbäder und Saunen.
Der Abfall der Stadt Preußisch Oldendorf wird gemäß Abfallgesetz der Bundesrepublik Deutschland im Entsorgungszentrum Pohlsche Heide entsorgt.

### Bildung
In Preußisch Oldendorf gibt es zwei Grundschulen und eine Sekundarschule. Bis auf eine Grundschule, die in Holzhausen liegt, sind alle Bildungseinrichtungen in Preußisch Oldendorf. Darüber hinaus ist Preußisch Oldendorf Mitglied des Zweckverbandes Volkshochschule Lübbecker Land.

### Fremdenverkehr
̠Die Stadt Preußisch Oldendorf gehört zum Tourismusverband Sieben. Der lokale Schwerpunkt des Tourismus liegt im Bereich des Mittelgebirges im Süden in den Stadtteilen Bad Holzhausen und Börninghausen im Eggetal.

## Persönlichkeiten

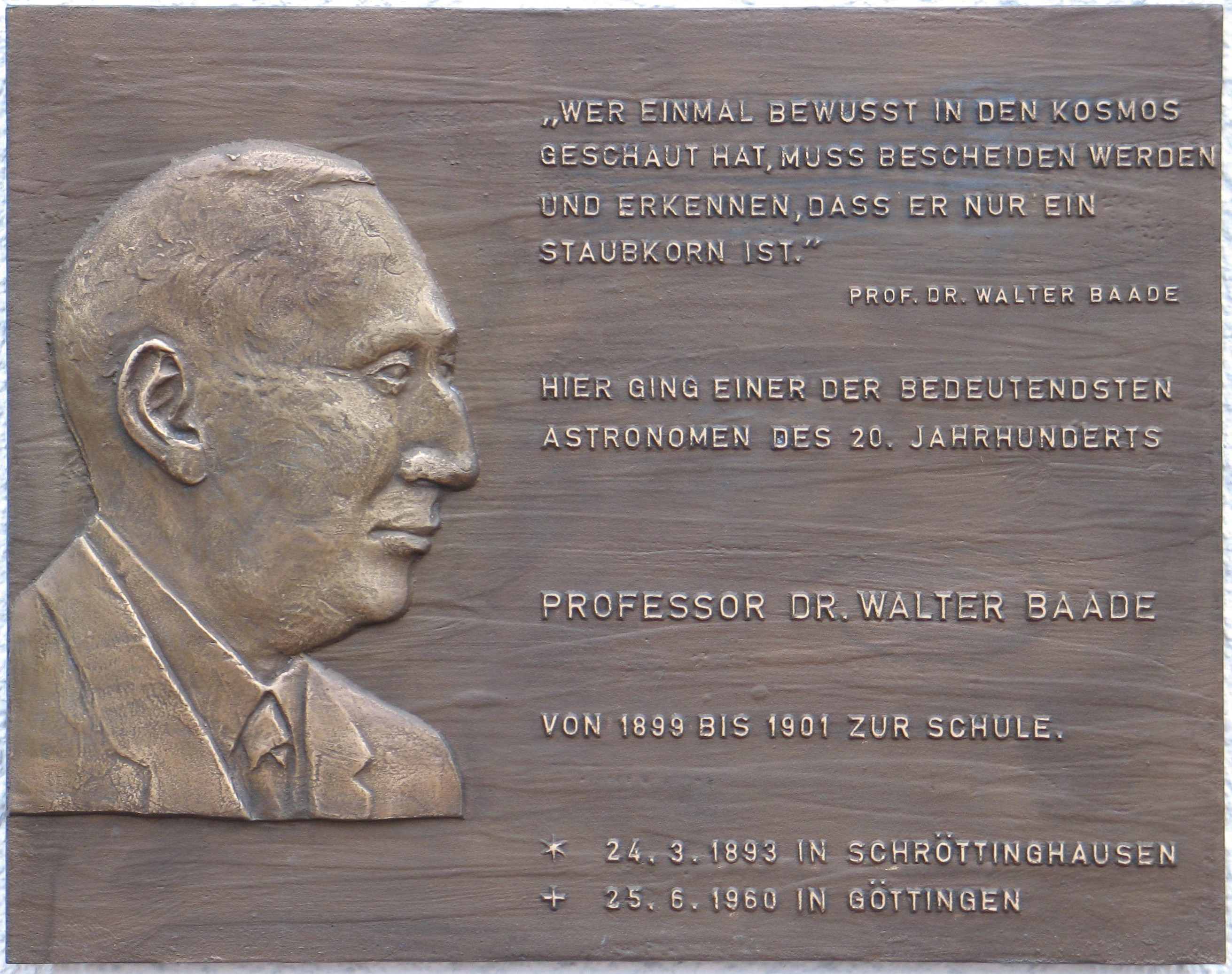
Gedenktafel für Walter Baade in Schröttinghausen

### Söhne und Töchter der Stadt
- Heinrich Friedrich von Schele-Hudenbeck (1697–1758), Erbherr zu Hudenbeck, Jurist, Adjutant des Generalfeldmarschalls-Leutnants Graf von Mercy, Kaiserlicher Kammerherr am Hof zu Wien, Kaiserlicher Hauptmann
- Gottlob Ferdinand Hellmund (1770–1837), Lazarethchirurg, Zoll- und Steuerrendant, Krebsheilmittelforscher
- Hugo Rothert (1846–1936), Pfarrer und Kirchenhistoriker
- Paul Lücker (1847–1931), Geheimer Sanitätsrat, Ehrenbürger und Stadtvorsteher von Preußisch Oldendorf
- Wilhelm von Ledebur (1859–1930), Politiker und Regierungsbeamter
- Wilhelm Vortmeyer (1866–1931), Unternehmer und Fabrikant, Stadtvorsteher im Stadtteil Preußisch Oldendorf
- Luise von Bodelschwingh (1868–1956), Ehefrau von Wilhelm von Bodelschwingh (Anstaltsleiter in Bethel)
- Wilhelm Heidsiek (1888–1944), SPD-Politiker, Widerstandskämpfer und Opfer des Nationalsozialismus
- Walter Baade (1893–1960), einer der bedeutendsten Astronomen und Astrophysiker des 20. Jahrhunderts
- Karl-Friedrich Höcker (1911–2000), SS-Obersturmführer, der unter anderem in den Vernichtungslagern Lublin-Majdanek und Auschwitz-Birkenau tätig war
- Hans Heinrich Blotevogel (* 1943), Geograph und Hochschullehrer
- Martin Lücker (* 1953), Organist und Kirchenmusiker

### Personen, die mit der Stadt in Verbindung stehen
- Christoph von Wrisberg (1511–1580), kaiserlicher Obrist und Landsknechtführer, befestigte Schloss Hüffe
- Simon Louis du Ry (1726–1799), Architekt, entwarf das Schloss Hüffe
- Karl von der Horst (1780–1861), Politiker, Besitzer von Schloss Hollwinkel
- Carl Heinrich Ebmeier (1793–1850), Politiker, Richter in der Stadt
- Johann Heinrich Volkening (1796–1877), Theologe, Kopf der Erweckungsbewegung in Minden-Ravensberg, lebte und starb in Bad Holzhausen
- Ferdinand von Oheimb (1817–1905), Politiker, Besitzer von Gut Hudenbeck
- Theodor Schmalenbach (1831–1901), Theologe, Lehrer (Privatschule) in Preußisch Oldendorf
- Wilhelm Hohoff (1848–1923), Theologe, Kaplan auf Schloss Hüffe
- Karl Mützelfeldt (1881–1955), Theologe, wuchs in Preußisch Oldendorf auf
- Alfred Führer (1905–1974), Orgelbauer, baute die Orgel in der Börninghauser Kirche
- Manfred Beermann (1934–2014), Studienrat, Dozent, Amtsdirektor und Stadtdirektor von Preußisch Oldendorf
- Heinz-Dieter Heckmann (1953–2016), Philosoph und Hochschullehrer, wuchs in Börninghausen auf
- Die Adelsgeschlechter Aspelkamp, Cornberg (siehe auch: Philipp Wilhelm von Cornberg), Bussche und Spiegel von und zu Peckelsheim waren in Preußisch Oldendorf begütert